# 日清戦争
日清戦争（にっしんせんそう、旧字体：日淸戰爭 / 中国名：甲午戰爭、第一次中日戰爭）は、1894年（明治27年）7月25日から1895年（明治28年）4月17日にかけて日本と清国の間で行われた戦争である。なお、正式に宣戦布告されたのは1894年8月1日で、完全な終戦は台湾の平定を終えた1895年11月30日とする見方もある。李氏朝鮮の甲午農民戦争を皮切りに、李氏朝鮮の地位確認と朝鮮半島の権益を巡る争いが原因となって引き起こされ、主に朝鮮半島と遼東半島および黄海で交戦し、日本側の勝利と見なす下関条約の調印によって終結した。
壬午軍乱以後、閔妃によって清国が李氏朝鮮に対する宗主権を一方的に主張していたため、講和条約の中で日本帝国は李氏朝鮮に対する清国の一方的な宗主権の放棄を承認させた他、清国から台湾、澎湖諸島、遼東半島を割譲され、巨額の賠償金も獲得した。しかし、講和直後の三国干渉により遼東半島は手放すことになった。戦争に勝利した日本は、アジアの近代国家と認められ、国際的地位が向上し、支払われた賠償金の大部分は軍備拡張費用、軍事費に充てられた。

## 概要
甲午農民戦争と日清駐兵

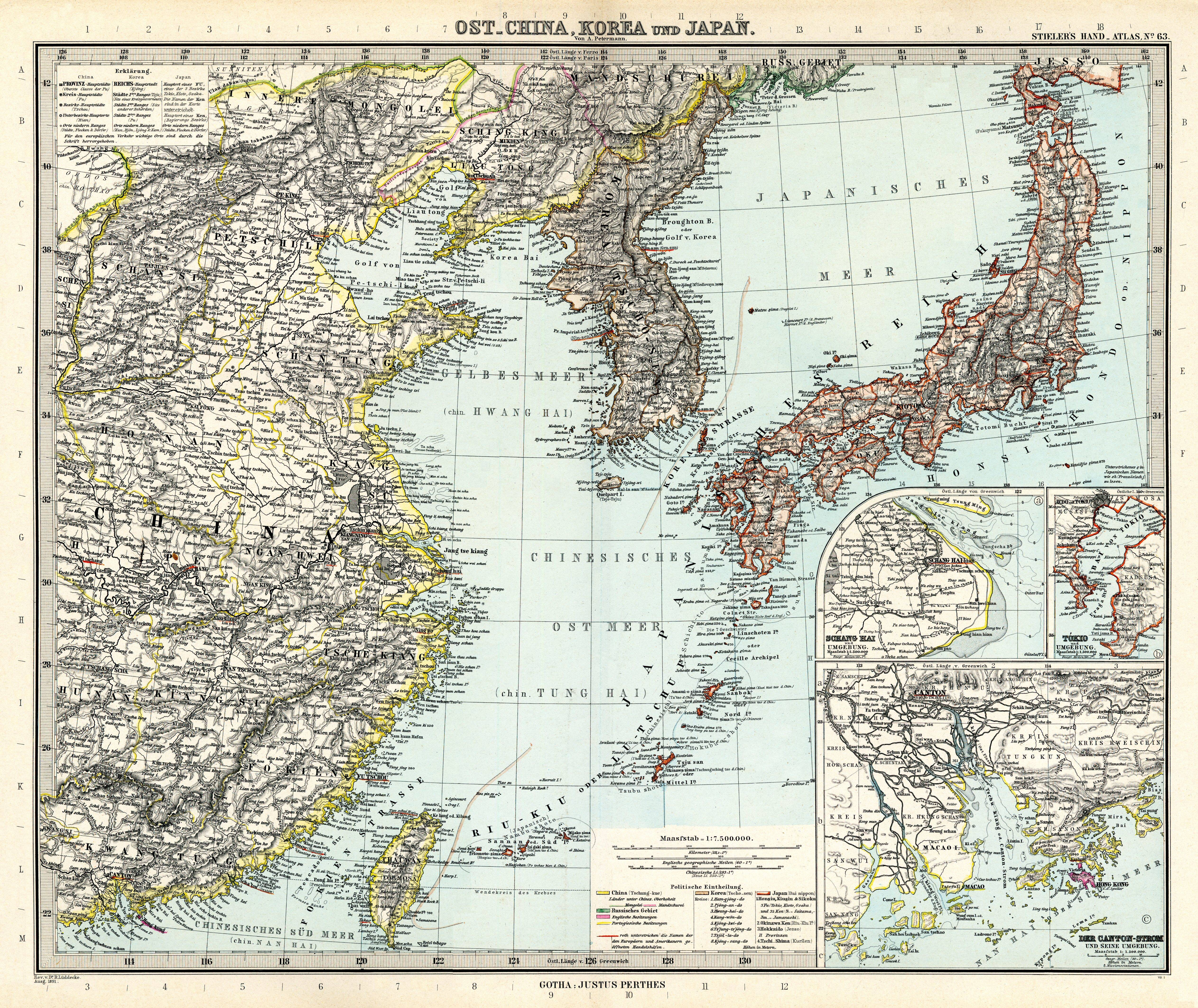
東アジアの版図 (1891年頃)

1894年（明治27年）1月上旬、重税に苦しむ朝鮮民衆が宗教結社の東学党の指導下で蜂起し大規模な農民反乱が勃発した。自力での鎮圧が不可能なことを悟った李氏朝鮮政府は、宗主国である清国の来援を求めた。清国側の派兵の動きを見た日本政府は済物浦条約を根拠に先年締結の天津条約に基づいて、6月2日に日本人居留民保護を目的にした兵力派遣を決定し、5日に大本営を設置した。日本側も部隊を送り込んできたことを危惧した朝鮮政府は急いで東学党と和睦（全州和約）したとし、6月11日までに農民軍を解散させたとして日清両軍の速やかな撤兵を求めた。しかし日本政府は朝鮮の内乱はまだ完全には収まっていないと判断し、乱民が起こるは内政の問題であり、今後の安全保障のための内政改革の必要性を唱え、15日に日清共同による朝鮮内政改革案を清国側に提示したが、清国政府はこれを拒絶した上で日清双方の同時撤兵を提案した。これを受けた日本政府は24日に朝鮮内政改革の単独決行を宣言し、清国政府に最初の絶交書を送った。同時に日本の追加部隊が朝鮮半島に派遣され、6月30日の時点で清国兵2500名に対し、日本兵8000名の駐留部隊がソウル周辺に集結した。
日清開戦
1894年7月上旬、日清同時撤兵を主張する朝鮮政府及び清国側と、朝鮮内政改革を要求する日本側の間で交渉が続けられたが決裂状態となり、14日に日本政府は二度目の絶交書を清国側へ通達した。その一方で日本はイギリスとの外交交渉を続けており、7月16日に日英通商航海条約を結ぶことに成功した。懸案だった日清双方に対するイギリスの中立的立場を確認した日本政府は、翌17日に清国との開戦を閣議決定し、23日に朝鮮王宮を襲撃・占拠して、捕えた高宗に日本に協力的姿勢を示していた大院君を新政府首班とすることを認めさせ、さらに大院君から清国兵追放を要請する文書を得た。この大義名分の下、7月25日の豊島沖海戦と28日の成歓の戦いによって清国駐留部隊を駆逐し、ソウル周辺を勢力下に置いた日本は、8月1日に清国に対して宣戦布告した。
戦争の推移

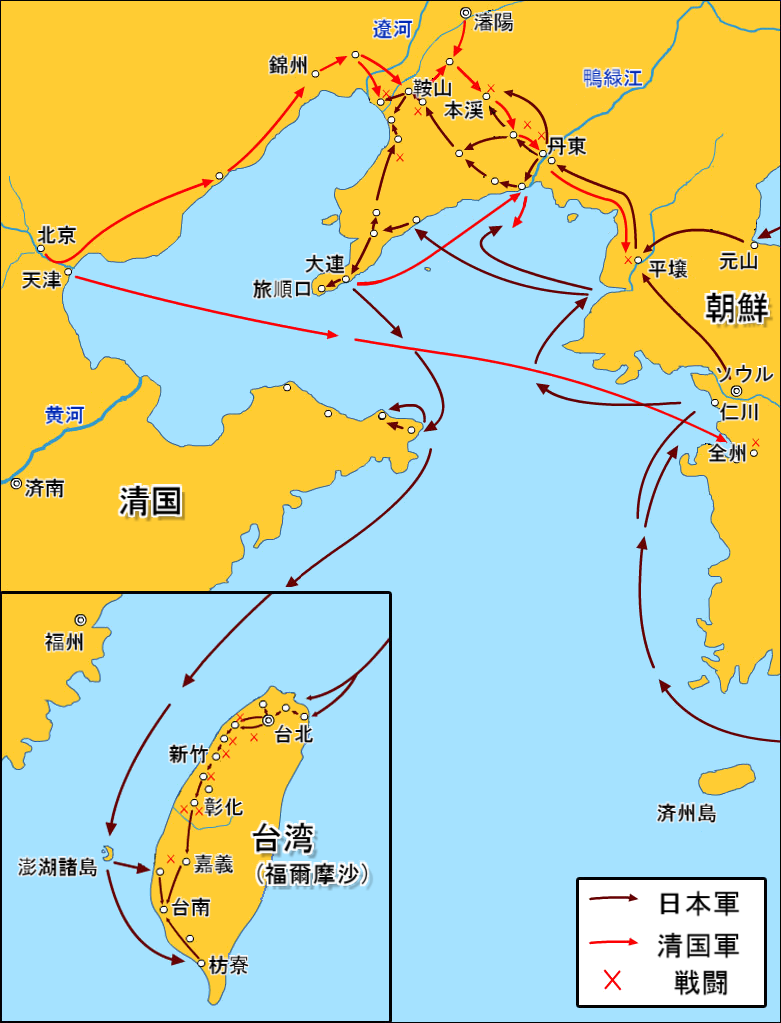
日清戦争の展開図

1894年8月から朝鮮半島の北上進撃を開始した日本陸軍は、清国陸軍を撃破しつつ9月中に朝鮮半島を制圧した後に鴨緑江を越え、翌1895年3月上旬までに遼東半島をほぼ占領した。日本海軍は1894年9月の黄海海戦に勝利して陸軍北上のための海上補給路を確保していた。1894年11月に陸軍が遼東半島の旅順港を占領し、翌1895年2月には陸海共同で山東半島の威海衛を攻略して日本軍は黄海と渤海の制海権を掌握した。制海権の掌握がこの戦争の鍵であった。

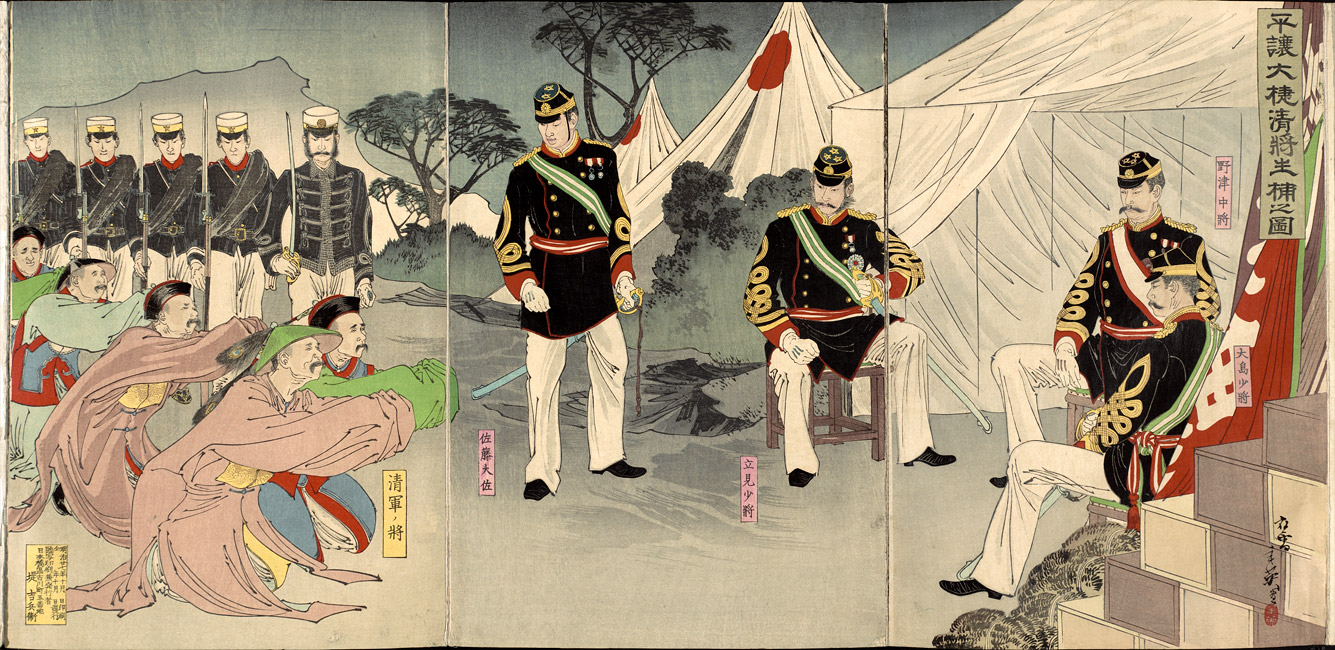
平壌戦で日本に敗北したため、ひざまずく清の指揮官たち（1894年）

近代化された日本軍が中国本土へ自由に上陸出来るようになった事で、清国の首都北京と天津一帯は丸裸同然となり、ここで清国側は戦意を失った。1895年3月20日から日清両国の間で講和交渉が始まり、4月17日に講和が成立した。両軍の交戦地になったのは、朝鮮半島と遼東半島と満州最南部および黄海と山東半島東端であった。
講和条約の調印
1895年（明治28年）4月17日に調印された日清講和条約の中で、日本は李氏朝鮮の独立を清国に認めさせた。また台湾、澎湖諸島、遼東半島を割譲させ、賠償金として2億両（1両=銀37g）が支払われた他、日本に対する最恵国待遇も承認させた。講和直後の23日に露仏独三国の外交要求が出された事で、日本は止む無く遼東半島を手放した。5月下旬に日本軍は領有権を得た台湾に上陸し、11月下旬までに全土の平定を終えた後に行政機構を敷いた。台湾の軍政が民政へと移行された1896年（明治29年）4月1日に大本営が解散した。戦争に勝利した日本はアジアの近代国家と認められて国際的地位が向上し、取り分けイギリスとの協調関係を築けるようになった。

## 戦争目的と動機
大日本帝国
宣戦詔勅 「朝鮮ハ帝国カ其ノ始ニ啓誘シテ列国ノ伍伴ニ就カシメタル独立ノ一国タリ而シテ清国ハ毎ニ自ラ朝鮮ヲ以テ属邦ト称シ…」
『清国ニ対スル宣戦ノ詔勅』では、朝鮮の独立と改革の推進、東洋全局の平和などが謳われた。しかし、詔勅は名目にすぎず、朝鮮を自国の影響下におくことや清の領土割譲など、「自国権益の拡大」を目的にした戦争とする説がある。
戦争目的としての朝鮮独立は、「清の勢力圏からの切放しと親日化」あるいは「事実上の保護国化」と考えられている。それらを図った背景として、ロシアと朝鮮の接近や前者の南下政策等があった（日本の安全保障上、対馬などと近接する朝鮮半島に、ロシアやイギリスなど西洋列強を軍事進出させないことが重要であった）。
日清戦争の原因について開戦を主導した外務大臣陸奥宗光は「元来日本国の宣言するところにては、今回の戦争はその意全く朝鮮をして独立国たらしめんにあり」と回想した（『蹇蹇録』岩波文庫p277）。
三谷博・並木頼寿・月脚達彦編集の『大人のための近現代史』（東京大学出版会、2009年）の言い方では、朝鮮は「それ以前の近世における国際秩序においては中国の属国として存在していた。それに対して近代的な国際関係に入った日本国は、朝鮮を中国から切り離そう、独立させようといたします。いわば朝鮮という国の国際的な地位をめぐる争いであったということ」となる。
 清
宣戦詔勅「朝鮮ハ我大清ノ藩屏タルコト200年余、歳ニ職貢ヲ修メルハ中外共ニ知ル所タリ…」
西欧列強によるアジアの植民地化と日本による朝鮮の開国・干渉とに刺激された結果、清・朝間の宗主・藩属（宗藩）関係（「宗属関係」「事大関係」ともいわれ、内政外交で朝鮮の自主が認められていた。）を近代的な宗主国と植民地の関係に改め、朝鮮の従属化を強めて自勢力下に留めようとした。

## 前史1：日本の開国と近代国家志向
日清戦争について1)江華島事件（外交面）を、2)1890年代の日本初の恐慌（経済面）を、3)帝国議会初期の政治不安（内政面）を起点に考える立場がある。ここでは、最も過去にさかのぼる1)江華島事件の背景から記述する。

### 西力東漸と「日清朝」の外交政策等
19世紀半ばから東アジアは、西洋列強の脅威にさらされた。その脅威は17世紀の西洋進出と違い、経済的側面だけでなく、政治的勢力としても直接影響を与えた。ただし、列強各国の利害関心、また日清朝の地理と経済条件、政治体制、社会構造などにより、三国への影響が異なった。
大国の清では、広州一港に貿易を限っていた。しかし、アヘン戦争（1839 - 42年）とアロー戦争（1857 - 60年）の結果、多額の賠償金を支払った上に、領土の割譲、11港の開港などを認め、また不平等条約を締結した。このため、1860年代から漢人官僚曽国藩、李鴻章等による近代化の試みとして洋務運動が展開され、自国の伝統的な文化と制度を土台にしながら軍事を中心に西洋技術の導入を進めた（中体西用）。したがって、近代化の動きが日本と大きく異なる。たとえば外交は、近隣との宗藩関係（冊封体制）をそのままにし、この関係にない国と条約を結んだ。
日本では、アメリカ艦隊の来航（幕末の砲艦外交）を契機に、江戸幕府が鎖国から開国に外交政策を転換し、また西洋列強と不平等条約を締結した。その後、新政府が誕生すると、幕藩体制に代わり、西洋式の近代国家が志向された。新政府は、内政で中央集権や文明開化や富国強兵などを推進するとともに、外交で条約改正、隣国との国境確定、清・朝鮮との関係再構築（国際法に則った近代的外交関係の樹立）など諸課題に取り組んだ。結果的に日本の近代外交は清の冊封体制と摩擦を起こし、日清戦争でその体制は完全に崩壊することとなる。
朝鮮では、摂政の大院君も進めた衛正斥邪運動が高まる中、1866年（同治5年）にフランス人宣教師9名などが処刑された（丙寅教獄）。報復として江華島に侵攻したフランス極東艦隊（軍艦7隻、約1,300人）との交戦に勝利し、撤退させた（丙寅洋擾）。さらに同年、通商を求めてきたアメリカ武装商船との間で事件が起こった（ジェネラル・シャーマン号事件）。翌1867年（同治5年）、アメリカ艦隊5隻が朝鮮に派遣され、同事件の損害賠償と条約締結とを要求したものの、朝鮮側の抵抗にあって同艦隊は去った（辛未洋擾）。大院君は、仏米の両艦隊を退けたことで自信を深め、旧来の外交政策である鎖国と攘夷を続けた。

### 「日朝」国交交渉の難航とその影響
1868年（明治元年、同治7年）末、日本の新政府は、朝鮮に王政復古を伝える書契を渡そうとした。しかし朝鮮は、従来の形式と異なり、文中に宗主国清の皇帝だけが使えるはずの「皇」と「勅」の文字があったため、書契の受け取りを拒否した。数年間、日朝の国交交渉が進展せず、この余波がさまざまな形で現れた。
1871年（明治4年）9月13日（同治10年7月29日）、対日融和外交を主張した李鴻章の尽力により、日清修好条規および通商章程が締結された。この外交成果を利用して日本は、清と宗藩関係にある朝鮮に対し、再び国交交渉に臨んだ。しかし、それでも国交交渉に進展が見られない1873年（明治6年、同治12年）、国内では、対外戦争を招きかねない西郷隆盛の朝鮮遣使が大きな政治問題になった。結局のところ10月、明治天皇の裁可で朝鮮遣使が無期延期とされたため、遣使賛成派の西郷と板垣退助と江藤新平など5人の参議および約600人の官僚・軍人が辞職する事態となった（明治六年政変）。翌年2月、最初の大規模な士族反乱である佐賀の乱が起こった。
日本が政変で揺れていた1873年（明治6年）11月（同治12年9月）、朝鮮では、閔妃一派による宮中クーデターが成功し、鎖国攘夷に固執していた摂政の大院君（国王高宗の実父）が失脚した。この機に乗じて日本は、1875年（明治8年）2月（同治14年1月）に森山茂を朝鮮に派遣したものの、今度は服装（森山：西洋式大礼服を着用、朝鮮：江戸時代の和装を求める）など外交儀礼を巡る意見対立により、書契交換の前に交渉が再び中断した。
日本は朝鮮半島沿岸の測量を名目に軍艦2隻を派遣して軍事的圧力を掛けるも、直接は効果がなく、依然交渉は停滞していた。同年9月20日（光緒元年8月21日）、軍艦「雲揚」が江華島周辺に停泊していたところ、朝鮮砲台から発砲を受け戦闘が始まった。12月（11月）、日本は、特命全権大使に黒田清隆を任命し、軍艦3隻などを伴って朝鮮に派遣した結果（砲艦外交）、翌1876年（明治9年）2月（光緒2年2月）に日朝修好条規が調印された。

### 「日清」間の国境問題
日清両国は、1871年（明治4年、同治10年）に日清修好条規を調印したものの、琉球王国の帰属問題が未解決であり、国境が画定していなかった（1895年、日清戦争の講和条約で国境画定）。しかし、後記の朝鮮での勢力争いと異なり、1871年の宮古島島民遭難事件を契機とした1874年（明治7年、同治13年）の台湾出兵でも、1879年（明治12年、光緒4年）の第2次琉球処分でも、海軍力で日本に劣ると認識していた清が隠忍自重して譲歩したことにより、両国間で武力衝突が起こらなかった。当時、日清は興亜会を設立するなどアジア主義と呼ばれる観点から西洋列強を共通敵とする動きもあった。ただし、台湾出兵（清は日本が日清修好条規に違反したと解釈）と琉球処分（清からみて属国の消滅）は、清に日本への強い警戒心と猜疑心を抱かせ、その後、日本を仮想敵国に北洋水師（艦隊）の建設が始まるなど、清に海軍増強と積極的な対外政策を執らせた。そして、その動きが日本の軍備拡張を促進させることになる。

## 前史2：朝鮮の混乱とそれをめぐる国際情勢

### 朝鮮の開国と壬午事変・甲申政変
朝鮮政府内で開国・近代化を推進する「開化派」と、鎖国・攘夷を訴える「斥邪派」との対立が続く中、日本による第二次琉球処分が朝鮮外交に大きな影響を与えた。日本の朝鮮進出と属国消滅を警戒する清が、朝鮮と西洋諸国との条約締結を促したのである。その結果、朝鮮は、開国が既定路線になり（清によってもたらされた開化派の勝利）、1882年5月22日（光緒8年4月6日）、米朝修好通商条約調印など米英独と条約を締結した。しかし、政府内で近代化に努めてきた開化派は、清に対する態度の違いから分裂してしまう。後記の通り壬午事変後、清が朝鮮に軍隊を駐留させて干渉するようになると、この清の方針に沿おうとする穏健的開化派（事大党）と、これを不当とする急進的開化派（独立党）との色分けが鮮明になった。党派の観点からは前者が優勢、後者が劣勢であり、また国際社会では清が前者、日本が後者を支援した。
1882年（明治15年）7月（光緒8年6月）、首都漢城で、処遇に不満を抱く軍人たちによる暴動が起こった。暴動は、民衆の反日感情、開国・近代化に否定的な大院君らの思惑も重なり、日本人の軍事顧問等が殺害され、日本公使館が襲撃される事態に発展した。事変の発生を受け、日清両国が朝鮮に出兵した。日本は、命からがら帰国した公使の花房義質に軍艦4隻と歩兵一箇大隊などをつけて再度、朝鮮赴任を命じた。居留民の保護と暴挙の責任追及、さらに未決だった通商規則の要求を通そうとの姿勢であった。8月30日（7月17日）、日朝間で済物浦条約が締結され、日本公使館警備用に兵員若干の駐留などが決められた（2年後の甲申政変で駐留清軍と武力衝突）。
日本は、12月に「軍拡八カ年計画」を決定するなど、壬午事変が軍備拡張の転機となった。清も、旧来と異なり、派兵した3,000人をそのまま駐留させるとともに内政に干渉するなど、同事変が対朝鮮外交の転機となり、朝鮮への影響力を強めようとした。たとえば、「中国朝鮮商民水陸貿易章程」（1882年10月）では、朝鮮が清の属国、朝鮮国王と清の北洋通商大臣とが同格、外国人の中で清国人だけが領事裁判権と貿易特権を得る等とされた。その後、朝鮮に清国人の居留地が設けられたり、清が朝鮮の電信を管理したりした。なお同事変後、日本の「兵制は西洋にならいて……といえども、……清国の淮湘各軍に比し、はるかに劣れり」（片仮名を平仮名に、漢字の一部を平仮名に書き換えた）等の認識を持つ翰林院の張佩綸が「東征論」（日本討伐論）を上奏した。
1884年（明治17年、光緒10年）、ベトナム（阮朝）を巡って清とフランスの間に緊張が高まったため（清仏戦争勃発）、朝鮮から駐留清軍の半数が帰還した。朝鮮政府内で劣勢に立たされていた金玉均など急進開化派は、日本公使竹添進一郎の支援を利用し、穏健開化派政権を打倒するクーデターを計画した。12月4日（10月17日）にクーデターを決行し、翌5日（18日）に新政権を発足させた。その間、4日（17日）夜から竹添公使は、日本の警護兵百数十名を連れ、国王保護の名目で王宮に参内していた。しかし6日（19日）、袁世凱率いる駐留清軍の軍事介入により、クーデターが失敗し、王宮と日本公使館などで日清両軍が衝突して双方に死者が出た。
政変の結果、朝鮮政府内で日本の影響力が大きく低下し、また日清両国が協調して朝鮮の近代化を図り、日清朝で欧米列強に対抗するという日本の構想が挫折した。なお、日本国内では、天津条約が締結される1か月前の1885年（明治18年）3月16日『時事新報』に脱亜論（無署名の社説）が掲載された。
1885年（明治18年）4月18日（光緒11年3月4日）、全権大使伊藤博文と北洋通商大臣李鴻章の間で天津条約が調印された。同条約では、4か月以内の日清両軍の撤退と、以後、朝鮮出兵の事前通告および事態収拾後の即時撤兵が定められた。なお、この事前通告は自国の出兵が相手国の出兵を誘発するため、同条約には出兵の抑止効果もあった。

### 朝鮮情勢の安定化を巡る動き

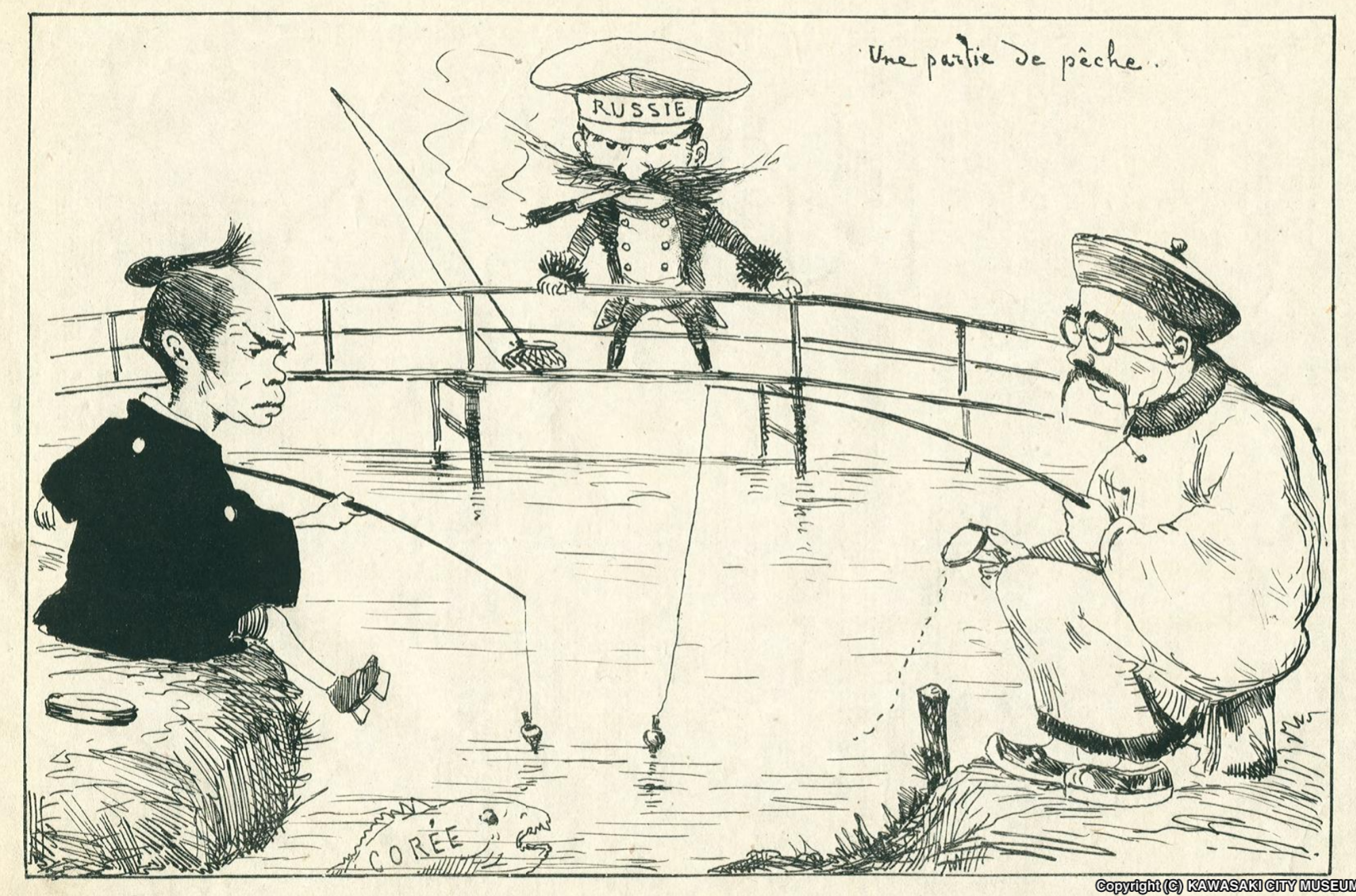
ジョルジュ・ビゴーによる当時の風刺画（1887年）
日本と中国（清）が互いに釣って捕らえようとしている魚（朝鮮）をロシアも狙っている。

旧来、朝鮮の対外的な安全保障政策は、宗主国の清一辺倒であった。しかし、1882年（明治15年、光緒8年）の壬午事変前後から、清の「保護」に干渉と軍事的圧力が伴うようになると（「属国自主」：1881年末から朝鮮とアメリカの間で結ばれた条約では、朝鮮側の提示した条約草案の第一条で「朝鮮は清朝の属国である。」とされ、岡本隆司がその清朝関係を「属国自主」と呼んだ。）、朝鮮国内で清との関係を見直す動きが出てきた。たとえば、急進的開化派（独立党）は、日本に頼ろうとして失敗した（甲申政変）。朝鮮が清の「保護」下から脱却するには、それに代わるものが必要であった。
清と朝鮮以外の関係各国には、朝鮮情勢の安定化案がいくつかあった。日本が進めた朝鮮の中立化（多国間で朝鮮の中立を管理）、一国による朝鮮の単独保護、複数国による朝鮮の共同保護である。さらに日清両国の軍事力に蹂躙された甲申政変が収束すると、ロシアを軸にした安定化案が出された（ドイツの漢城駐在副領事ブドラーの朝鮮中立化案、のちに露朝密約事件の当事者になるメレンドルフのロシアによる単独保護）。つまり、朝鮮半島を巡る国際情勢は、日清の二国間関係から、ロシアを含めた三国間関係に移行していた。そうした動きに反発したのがロシアとグレート・ゲームを繰り広げ、その勢力南下を警戒するイギリスであった。イギリスは、もともと天津条約（1885年）のような朝鮮半島の軍事的空白化に不満があり、日清どちらかによる朝鮮の単独保護ないし共同保護を期待していた。そして1885年（光緒11年）、アフガニスタンでの紛争をきっかけに、ロシア艦隊による永興湾（元山沖）一帯の占領の機先を制するため、4月15日（3月1日）に巨文島を占領した。しかしイギリスの行動により、かえって朝鮮とロシアが接近し（第一次露朝密約事件）、朝鮮情勢は緊迫してしまう。ロシアはウラジオストク基地保護のために朝鮮半島制圧を意図した。
朝鮮情勢の安定化の3案（中立化、単独保護、共同保護）は、関係各国の利害が一致しなかったため、形式的に実現していない。たとえば、第一次露朝密約事件後、イギリスが清の宗主権を公然と支持し、清による朝鮮の単独保護を促しても、北洋通商大臣の李鴻章が日露両国との関係などを踏まえて自制した。もっともイギリスは、1891年（明治24年）の露仏同盟やフランス資本の資金援助によるシベリア鉄道建設着工などロシアとフランスが接近する中、日本が親英政策を採ると判断し、対日外交を転換した。日清戦争前夜の1894年（明治27年）7月16日、日英通商航海条約に調印し、結果的に日本の背中を押すこととなる(原田(2008), p. 47)。結局のところ朝鮮は、関係各国の勢力が均衡している限り、少なくとも一国の勢力が突出しない限り、実質的に中立状態であった。

### 日本の軍備拡張
明治維新が対外的危機をきっかけとしたように帝国主義の時代、西洋列強の侵略に備えるため、国防、特に海防は重要な政治課題の一つであった。しかし財政の制約、血税一揆と士族反乱を鎮圧するため、海軍優先の発想と主張があっても、陸軍（治安警備軍）の建設が優先された。ただし、1877年（明治10年）の西南戦争後、陸軍の実力者山縣有朋が「強兵」から「民力休養」への転換を主張（同年12月「陸軍定額減少奏議」など）するなど、絶えず軍拡が追求されたわけではない。
軍拡路線への転機は、1882年（明治15年、光緒8年）に朝鮮で勃発した壬午事変であった。事変直後の同年8月、山縣は煙草税増税による軍拡を、9月岩倉具視は清を仮想敵国とする海軍増強とそのための増税を建議した。12月、政府は、総額5,952万円の「軍拡八カ年計画」（陸軍関係1,200万円、軍艦関係4,200万円、砲台関係552万円）を決定した（同年度の一般会計歳出決算額7,348万円）。同計画に基づき、陸軍が3年度後からの兵力倍増に、海軍が翌年度から48隻の建艦計画等に着手した。その結果、一般会計の歳出決算額に占める軍事費は、翌1883年（明治16年）度から20%以上で推移し、「軍拡八カ年計画」終了後の1892年（明治25年）度の31.0%が日清戦争前のピークとなった。
軍拡路線が続いた背景には、壬午事変後の国際情勢があった。たとえば、1888年（明治21年）に山縣は、内閣総理大臣の伊藤博文に対し、次のように上申した。
現実に1884年（明治17年、光緒10年） - 翌年の清仏戦争（ベトナムがフランスの保護領に）、1885年（明治18年、光緒11年） - 1887年（明治20年、光緒13年）のイギリス艦隊による朝鮮の巨文島占領（ロシア艦隊による永興湾一帯の占領の機先を制した）、露朝密約事件（ロシアと朝鮮の接近）、ロシアのシベリア横断鉄道敷設計画（1891年（明治24年）起工）があった。
その上、1884年（明治17年、光緒10年）の甲申政変（日清の駐留軍が武力衝突）、1886年（明治19年、光緒12年）の北洋艦隊（最新鋭艦「定遠」と「鎮遠」等）来航時の長崎事件など、清と交戦する可能性もあった。ただし当時、日清間の戦争は、海軍力で優位にある大国の清が日本に侵攻するとの想定で考えられていた（1885年（明治18年光緒11年）に就役した清の「定遠」は、同型艦「鎮遠」とともに当時、世界最大級の30.5cm砲を4門備え、装甲の分厚い東洋一の堅艦であり、日本海軍にとって化け物のような巨大戦艦であった）。

なお、1885年（明治18年）5月、兵力倍増の軍拡計画にそった鎮台条例改正により、編成上、戦時三箇師団体制から戦時六箇師団体制に移行した。さらに1888年（明治21年）5月、6つの鎮台が師団に改められ、常設六箇師団体制になった（1891年に再編された近衛師団を追加して常設七箇師団体制）。機動性が高い師団への改編は、「国土防衛軍」から「外征軍」への転換と解釈されることが多いものの、機動防御など異なる解釈もある。1890年代に入ると、陸軍内では、従来の防衛戦略に替わり、攻勢戦略が有力になりつつあった。しかし、海軍力に自信がなかったため、後記の通り、日清戦争の大本営「作戦大方針」に制海権で三つの想定があるように、攻勢戦略に徹しなかった。戦時中も、元勲で第一軍司令官の山縣有朋陸軍大将は、同じく元勲の井上馨宛てに次のように書き送った(原田(2008), p. 81)。
軍拡の結果、現役の陸軍軍人・軍属数は、西南戦争前年の1876年（明治9年）に39,315人であったのが、日清戦争前年の1893年（明治26年）に73,963人となった。現役の海軍軍人・軍属数は1893年が13,234人（1876年が不明）であり、軍艦の総トン数は1876年の14,300tから1893年の50,861tに増加した。一般会計の歳出決算額に占める軍事費は、1876年度に17.4%（陸軍11.6%、海軍5.8%）であったのが、1893年度に27.0%（陸軍17.4%、海軍9.6%）となった。

### 日本政府内の対朝鮮政策をめぐる路線対立
1889年、内閣総理大臣に就任した山縣有朋は、安全保障の観点からロシアの脅威が朝鮮半島に及ばないように朝鮮の中立化を構想した。それを実現するため、清およびイギリスとの協調を模索し、とりわけ清とは共同で朝鮮の内政改革を図ろうとした。
しかし、そうした山縣首相の構想には、閣内に強い反対意見があった。安全保障政策で重要な役割を果たす3人の閣僚、つまり外務大臣の青木周蔵、陸軍大臣の大山厳、海軍大臣の樺山資紀が異論を唱えたのである。青木外相は日本が朝鮮・満洲東部・東シベリアを領有し、清が西シベリアを領有するとの強硬論を唱え、大山陸相は軍備拡張に基づく攻勢的外交をとるべきとし、樺山海相は清とイギリスを仮想敵国にした海軍増強計画を立てていた。もっとも、3大臣の反対意見は抑制された。なぜなら、軍備拡張に財政上の制約があったからである（結局のところ、予算案の海軍費は樺山海相が当初計画した約10分の1にまで削減）。また海軍内には、敵国を攻撃できるような大艦を建造せず、小艦による近海防御的な海防戦略も有力であった。そして何より当時、政治と軍の関係は、山縣など元勲の指導する前者が優位に立っていた。
1892年、再び首相に就任した伊藤博文は、日清共同による朝鮮の内政改革という山縣の路線を踏襲した。ただし、第2次伊藤内閣も第1次山縣内閣と同じように首相と異なる考えの閣僚が存在し、日清開戦直前に外務大臣（陸奥宗光）と軍部（参謀次長の川上操六陸軍中将）の連携が再現されることとなる。

### 朝鮮に関する開戦前年の「日清」関係
甲申政変後に締結された天津条約（1885年）により、以後の朝鮮出兵が「日清同等」になった。しかし、このことは、朝鮮での「日清均衡」を意味しなかった。清は、軍事介入で甲申政変の混乱を収拾させ、また親清政権が誕生したことにより、朝鮮への政治的影響力をさらに強めた（日本は親日派と目された独立党が壊滅）。軍事的にも、朝鮮半島と主要港が近い上に陸続きで、出兵と増派に有利であった（日本は制海権に左右され、しかも海軍力で劣勢）。したがって天津条約は、日本が清との武力衝突を避けている限り、朝鮮での清の主導権を温存する効果があった。たとえば、日清戦争前年の1893年（明治26年、光緒19年）、日本公使大石正巳の強硬な態度により、日朝間で防穀令事件が大きな外交問題になったとき、伊藤首相と北洋通商大臣の李鴻章との連絡・協調により、朝鮮が賠償金を支払うことで決着がついた（その後、更迭された大石に代わり、大鳥圭介が公使に就任）。
このように開戦前年の伊藤内閣は、清（李鴻章）の助けを借りて朝鮮との外交問題（防穀令事件）を処理しており、武力で清の勢力圏から朝鮮を切り放そうとした日清戦争とまったく異なる対処方針をとっていた。しかし翌1894年（明治27年、光緒10年）、朝鮮で新たな事態が発生し、天津条約締結後初めて朝鮮に日清両国が出兵することとなる。

### 内陸の秘密結社の活動
清国は1892年、大民回復運動の一環として瀘渓県や安福県の官庁を制圧した湖南省哥老会を征討しているが、このような秘密結社の活動で内陸地域にも不穏な状態があった。

## 戦争の経過

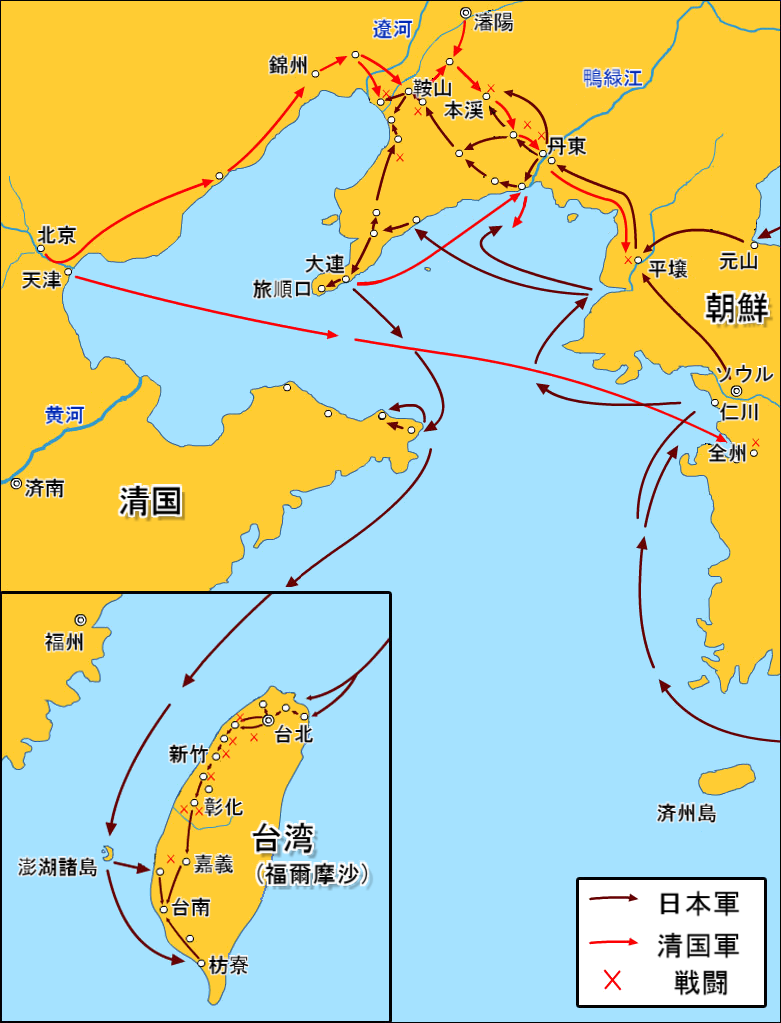
両軍の進撃経路

### 開戦期

#### 朝鮮国内の甲午農民戦争
1890年代の朝鮮では、日本の経済進出が進む中（輸出の90%以上、輸入の50%を占めた）、米・大豆価格の高騰と地方官の搾取、賠償金支払いの圧力などが農村経済を疲弊させた。1894年（光緒20年）春、朝鮮で東学教団構成員の全琫準を指導者に、民生改善と日・欧の侵出阻止を求める農民反乱甲午農民戦争（東学党の乱）が起きた。5月31日（4月27日）、農民軍が全羅道首都全州を占領する事態になった。朝鮮政府は、清への援兵を決める一方、農民軍の宣撫にあたった。なお、6月10日または11日（5月7日または8日）、清と日本の武力介入を避けるため、農民軍の弊政改革案を受け入れて全州和約を結んだとする話が伝わっている（一次資料が発見されていない）。

#### 日清の朝鮮出兵
当時の第2次伊藤内閣は、条約改正のために3月に解散総選挙（第3回）を行ったものの、5月15日に開会した第六議会で難局に直面していた。同日、駐英公使青木周蔵より、日英条約改正交渉が最終段階で「もはや彼岸が見えた」との電報が届き、18日に条約改正案を閣議決定した。悲願の条約改正が先か、対外硬六派による倒閣が先か、日本の政局が緊迫していた。その頃、朝鮮では民乱が甲午農民戦争と呼ばれる規模にまで拡大しつつあり、外務大臣陸奥宗光が伊藤首相に「今後の模様により……軍艦派出の必要可有」と進言した（5月21日付け書簡）。
5月30日、衆議院で内閣弾劾上奏案が可決されたため、伊藤首相は、弾劾を受け入れて辞職するか勝算のないまま再び解散総選挙をするか、内政で窮地に陥った。翌31日、文部大臣井上毅が伊藤首相に対し、天津条約に基づく朝鮮出兵の事前通知方法と、出兵目的確定について手紙を送っており、首相周辺で出兵が研究されていた。
開会から18日後の6月2日、伊藤内閣は、枢密院議長山縣有朋を交えた閣議で、衆議院の解散（総選挙（第4回））と、清が朝鮮に出兵した場合、公使館と居留民を保護するために混成旅団（戦時編制8,000人）を派遣する方針を決定した。5日、日本は、敏速に対応するため、参謀本部内に史上初めて大本営を設置し（実態上戦時に移行）、大本営の命令を受けた第五師団長が歩兵第九旅団長に動員（充員召集）を下命した。ただし、派兵目的が公使館と居留民の保護であったこともあり、陸軍に比べて海軍は初動が鈍く、また修理中の主力艦がある等この時点で既存戦力が揃っていなかった。
日本が大本営を設置した6月5日（5月2日）、清の巡洋艦2隻が仁川沖に到着。日清両国は、天津条約に基づき、6日（3日）に清が日本に対し、翌7日（4日）に日本が清に対して朝鮮出兵を通告した。清は、8日（5日）から12日（9日）にかけて上陸させた陸兵2,400人を牙山に集結させ、25日（22日）に400人を増派した。対する日本は、10日（7日）、帰国していた公使大鳥圭介に海軍陸戦隊・警察官430人をつけ、首都漢城に入らせた。さらに16日（13日）、混成第九旅団（歩兵第九旅団が基幹）の半数、約4,000人を仁川に上陸させた。しかし、すでに朝鮮政府と東学農民軍が停戦しており、天津条約上も日本の派兵理由がなくなった。軍を増派していた清も、漢城に入ることを控え、牙山を動かなかった。

#### 日本軍の王宮占領・日清開戦
朝鮮は日清両軍の撤兵を要請したものの、両軍とも受け入れなかった。6月12日、「京城目下ノ形勢ニテハ、過多ノ兵士進入ニ対スル正当ノ理由ナキヲ恐ル」と打電してくる大鳥公使に、なんらかの積極的な方策を与えようとした陸奥は、伊藤首相と協議した。その結果、１５日の閣議に伊藤は1案を提出した。1)朝鮮の内政改革を日清共同で進める、2) それを清が拒否すれば日本単独で指導する方針を閣議決定した。出兵の目的は当初の「公使館と居留民保護」から「朝鮮の国政改革」のための圧力に変更された。当時、解散総選挙に追い込まれていた伊藤内閣は国内の対外強硬論を無視できず、成果のないまま朝鮮から撤兵させることが難しい状況にあった。21日、清国は日本の提案を拒否し、「事態が平静に帰した以上、あくまで撤兵が先決である。清国は朝鮮の内政に干渉する気はない。まして朝鮮を独立国と称している日本に内政干渉の権利はない」と反駁した。日本側はこの清国の拒絶を受けて、伊藤内閣と参謀本部・海軍軍令部の合同会議で、さきに大鳥公使の要請により仁川にとどまっていた混成旅団残部の輸送再開を決定し、23日に京城へ到着した。同日、清の駐日公使に内政改革の協定提案が送付された（第一次絶交書）。27日、出発を延期していた混成旅団の後続部隊が8隻の輸送船をつらねて仁川にはいり、翌日上陸した。日本軍はこれで牙山の清国軍の3倍に達したとみられた。27日、陸奥、「今日ノ形勢ニテハ行掛上開戦ハ避クベカラズ。依テ曲ヲ我ニ負ハザル限リハ、如何ナル手段ニテモ執リ、開戦ノ口実ヲ作ルベシ」と訓令。まさに開戦直前の状況になった。
しかし28日、条約改正交渉中のイギリス外相が調停に乗り出す動きを見せた。更に30日、ロシア公使ヒトロウォは陸奥と会談、「ロシア政府は、日本が朝鮮政府の日清両国の撤兵という希望をうけいれるよう勧告し、かつ日本が清国と同時撤兵をうけいれないならば、日本政府は重大な責めを負うことになる旨忠告する」と申し入れた。これで日本側の開戦気運には一気にブレーキがかかった。7月2日、陸奥はヒトロウォにつぎのように回答した。「日本政府は、東学反乱の原因はのぞかれていないし、反乱そのものもなおまったく跡を絶つにいたっていないのではないかと考える。日本政府は侵略の意思はないし、反乱再発のおそれがなくなれば撤兵する」。7月9日清の総理衙門総領大臣（外務大臣に相当）慶親王が、「日本の撤兵」が前提としてイギリスの調停案を拒絶した。10日、ドイツとの対立を重要視していたロシア本国政府は、これ以上朝鮮問題に深入りすることを禁じた。同日、駐露公使西徳二郎より、これ以上ロシアが干渉しない、との情報が外務省にとどいた。11日、伊藤内閣は清の調停拒絶を非難するとともに、清との国交断絶を表明する「第二次絶交書」を閣議決定した。12日、陸奥、大鳥公使に「今ハ断然タル処置ヲ施スノ必要アリ。故ニ閣下ハ克ク注意シテ、世上ノ非難ヲ来サザル様口実ヲ撰ビ、之ヲ以テ実際運動ヲ初ムベシ」と訓令。14日、日本の「第二次絶交書」に光緒帝が激怒し、帝の開戦意思が李鴻章（天津市）に打電された。15日、李は牙山の清軍に平壌への海路撤退を命じた。18日、海路撤退が困難なため、増援を要求してきた牙山の清軍に対し、2,300人を急派することとした（豊島沖海戦の発端）。なお16日、懸案の日英通商航海条約が調印され（ただし悲願の一つ「領事裁判権撤廃」を達成したものの、8月27日の勅令による批准公布まで発表が伏せられた）、伊藤内閣にとって開戦の大きな障害がなくなった。
7月20日午後、大島公使は朝鮮政府に対して、１）清国の宗主権をみとめる中朝商民水陸貿易章程の廃棄、２）属邦保護を名目として朝鮮の「自主独立を侵害」する清軍の撤退について、２２日までに回答するよう申し入れた。この申し入れには、朝鮮が清軍を退けられないのであれば日本が代わって駆逐する、との含意があった。22日夜半、朝鮮政府は、1)国内の改革は自主的に行う、2)乱は収まったので日清両軍は撤兵することを回答した。7月23日午前2時、日本軍混成第九旅団（歩兵四箇大隊など）が漢城に向け進軍を開始。朝鮮王朝の臣下は多くが逃走し、国王の高宗は身を潜めていたところを日本軍に保護された。大鳥は宮廷に参内して、高宗から「（国王である自分は）日本の改革案に賛同していたが、袁世凱の意向を受けた閔氏一族によって阻まれていた」と釈明し、改革を実現するために興宣大院君に国政と改革の全権を委任すること提案に同意した。同日のうちに大院君は景福宮に入って復権を果たしたが、老齢の興宣大院君は時勢に疎く政務の渋滞が見られたため、日本は金弘集への実権移譲を求め、大院君も了承した。日本政府は朝鮮政府に対して牙山に駐屯する清軍を撤退させることを要請を行ったが、朝鮮王朝は清国の報復に怯えて清国との絶縁などの日本の要請を拒み続けており、大鳥圭介の強硬な態度に屈して日本の要請に応じたが、その内容は大鳥を落胆させる消極的なものであった。しかしながら、清軍を朝鮮から退去させるために日本軍が攻撃する名分を得ることができたため、日本は戦争の開戦準備を始める。2日後の25日に豊島沖海戦が、29日に成歓の戦いが行われた後、8月1日に日清両国が宣戦布告をした。

なお後日、開戦前の状況について陸奥宗光は、次のように回想した。
もっとも、一連の開戦工作について明治天皇は、「朕の戦争に非ず」と漏らしたと伝えられている（しかし広島大本営で精勤し、後年その頃を懐かしんだ）。また、開戦前夜の海軍大臣西郷従道海軍中将について次のように伝えられている。

#### 豊島沖海戦・高陞号事件

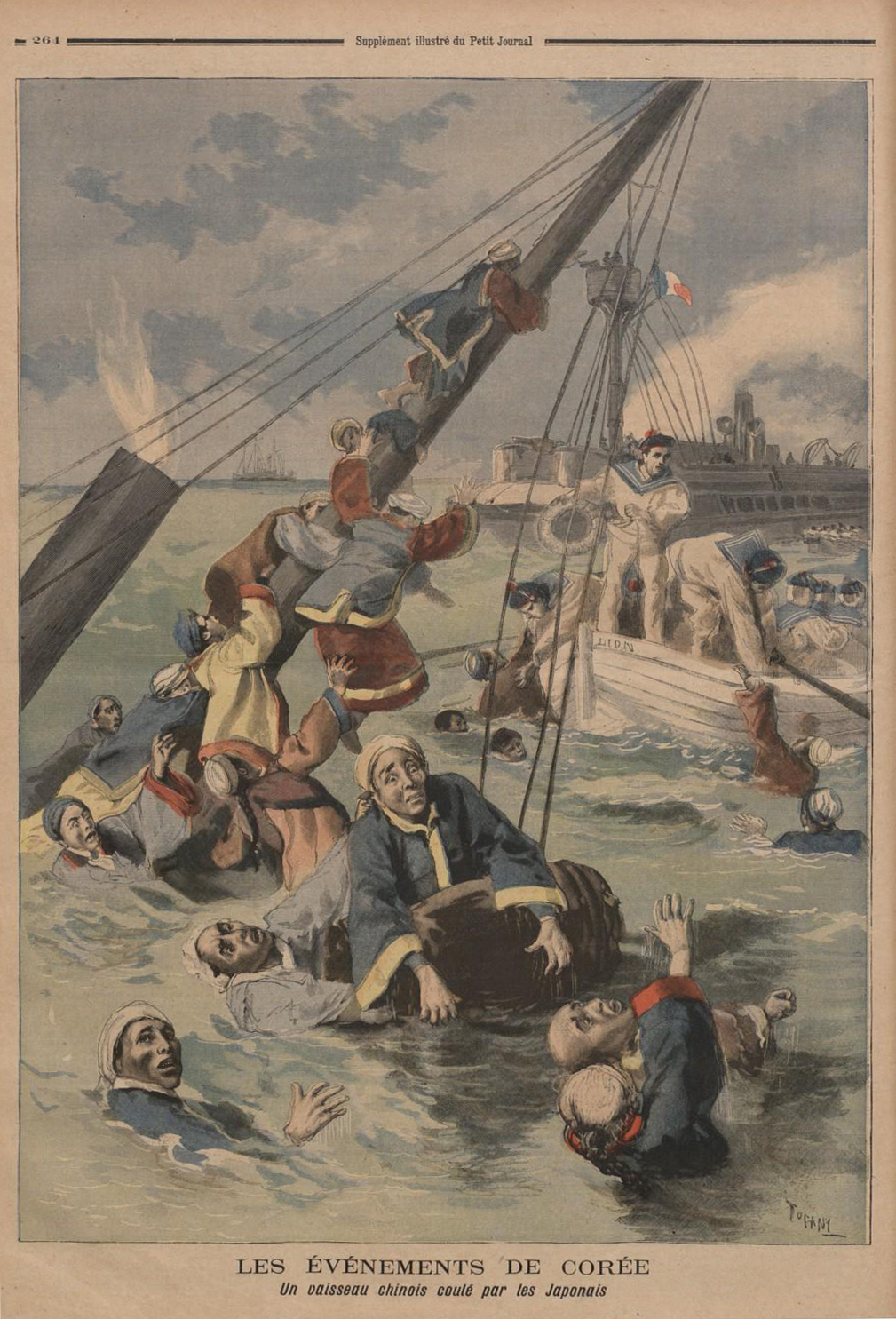
高陞号撃沈の場面を描いた絵

清に駐在する領事と、武官から清軍増派の動きを知った大本営は、7月19日編成されたその日に連合艦隊に対し、1)朝鮮半島西岸の制海権と仮根拠地の確保、2)兵員増派を発見しだい輸送船団と護衛艦隊の「破砕」を指示した。25日、豊島沖で日本海軍第1遊撃隊（司令官坪井航三海軍少将、「吉野」「浪速」「秋津洲」）が清の軍艦「済遠」「広乙」を発見し、海戦が始まった。すぐに「済遠」が逃走を計ったため、直ちに「吉野」と「浪速」は追撃した。その途上、清の軍艦「操江」と高陞号（英国商船旗を掲揚）と遭遇した。高陞号は、朝鮮に向けて清兵約1,100人を輸送中であった。坪井の命により、「浪速」艦長東郷平八郎海軍大佐が停船を命じて臨検を行い、拿捕しようとした。しかし、数時間に及ぶ交渉が決裂したため、東郷は、同船の拿捕を断念して撃沈に踏み切った（高陞号事件）。その後、英国人船員ら3人を救助し、清兵約50人を捕虜にした。豊島沖海戦で日本側は死傷者と艦船の損害がなかったのに対し、清側は「済遠」「広乙」が損傷し、「操江」が鹵獲（ろかく）された。イギリス商船旗を掲揚していた高陞号が撃沈された事で、一時期イギリス国内で反日世論が沸騰した。しかし、イギリス政府が日本寄りだった上に、国際法の権威ジョン・ウェストレーキとトーマス・アースキン・ホランド博士によって国際法に則った処置であることがタイムズ紙を通して伝わると、イギリス国内の反日世論は沈静化した。

#### 成歓の戦い

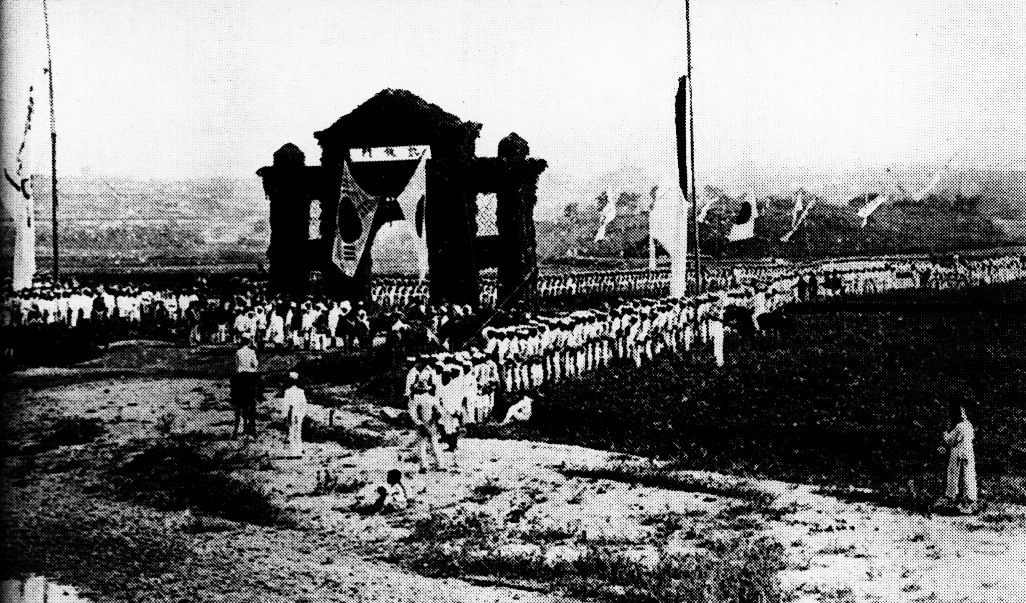
成歓の戦いから万里倉に凱旋し居留民や朝鮮重臣などの歓迎を受ける混成旅団。1894年8月5日。

7月24日、豊島沖海戦の直前、清の増援部隊1,300人が上陸し、葉志超提督（中将に相当）率いる牙山県と全州の清軍は、3,880人の規模になっていた。混成第九旅団長大島義昌陸軍少将は、南北から挟撃される前に「韓廷〔朝鮮政府〕より依頼の有無に関せず、まず牙山の清兵を掃討し、迅速帰還し北方の清兵に備ふる」〔カタカナを平仮名に書き換え、読点を入れた〕ため、25日から26日にかけ、漢城郊外の龍山から攻撃部隊を南進させた（兵力：歩兵15箇中隊3,000人、騎兵47騎、山砲8門。なお従軍記者14社14人）。
日本軍の南下を知った清軍は、退路のない牙山での戦闘を避け、そこから東北東18kmの成歓駅周辺に、聶士成率いる主力部隊を配置した（5営2,500人・野砲6門）。さらに、その南の公州に葉提督が1営500人と待機した。29日深夜、日本軍は、左右に分かれ、成歓の清軍に夜襲をかけた。午前3時、右翼隊の前衛が待ち伏せていた偵察中の清軍数十人に攻撃され、松崎直臣陸軍大尉ほかが戦死した（松崎大尉は日本軍初の戦死者）。不案内の上、道が悪い土地での雨中の夜間行軍は、水田に落ちるなど難しく、各部隊が予定地点に着いたのは、午前5時過ぎであった。午前8時台、日本軍は成歓の抵抗拠点を制圧した。さらに午後3時頃、牙山に到達したものの、清軍はいなかった。死傷者は、日本軍88人（うち戦死・戦傷死39人）、清軍500人前後。旅団は8月5日、本部のあったソウル城外南西の万里倉に凱旋、大鳥圭介公使や居留民、朝鮮重臣などの歓迎を受けた。成歓・牙山から後退した清軍はおよそ1カ月をかけて移動し、平壌の友軍への合流を果たした。
なお、混成第九旅団は、派兵が急がれたため、民間人の軍夫（日本人のみ）を帯同することも、運搬用の徒歩車両（一輪車・大八車）を装備することもなく、補給に大きな問題があった。このため、牙山への行軍では、日本人居留民のほか、現地徴発の朝鮮人人夫2,000人と駄馬700頭で物資を運搬するはずであった。しかし、なじみのない洋式の外国軍に徴発された人夫（馬）の逃亡が少なくなく、とくに歩兵第21連隊第三大隊は「みな逃亡して、ついに翌日の出発に支障を生じ」たため、7月27日早朝、同大隊長古志正綱陸軍少佐が引責自刃した。

### 展開期

#### 大日本大朝鮮両国盟約

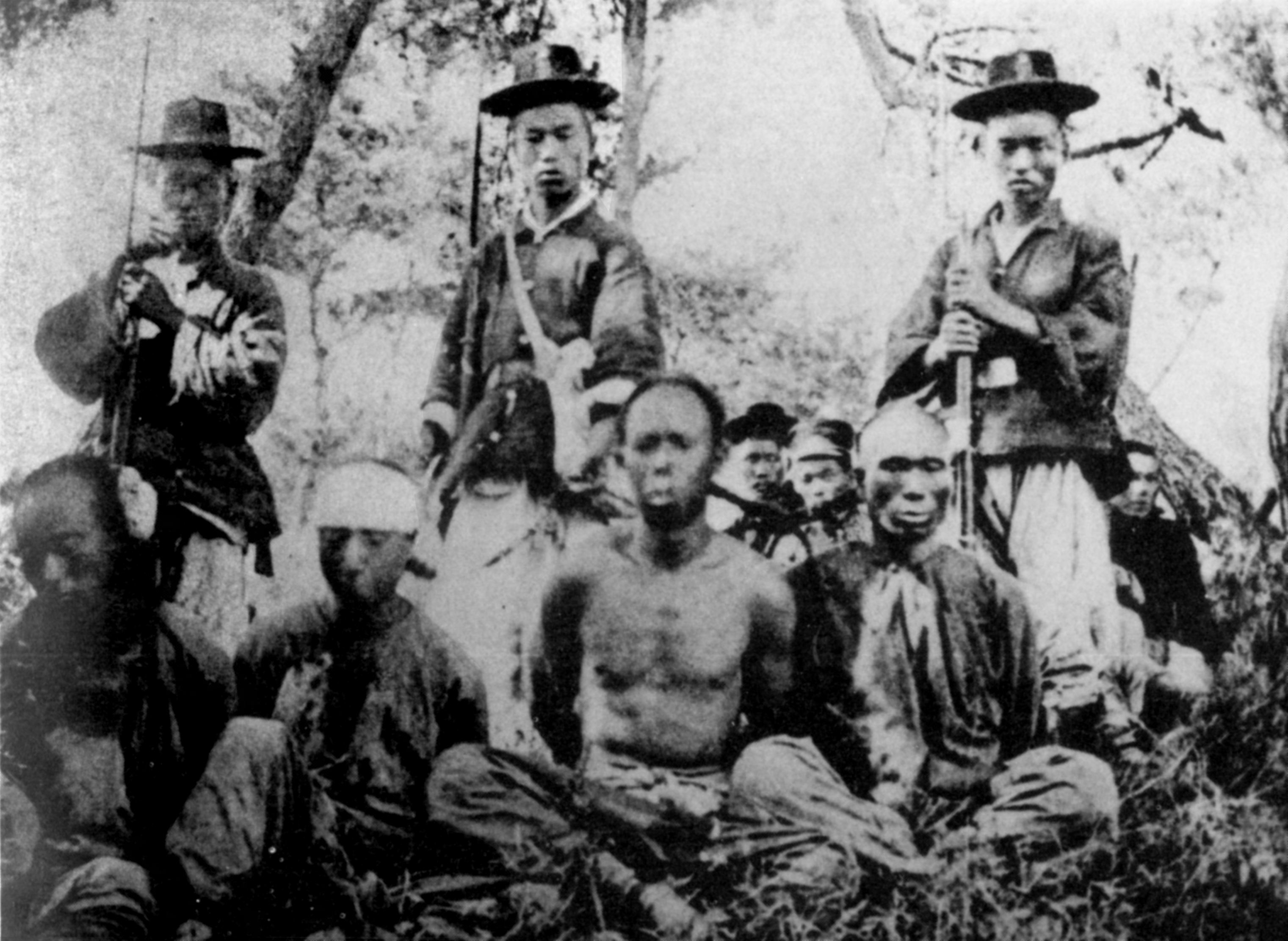
朝鮮人兵士と中国人捕虜

8月26日、日本は、朝鮮と大日本大朝鮮両国盟約を締結した。朝鮮は、日清戦争を「朝鮮の独立のためのもの」（第一条）とした同盟約に基づき、国内での日本軍の移動や物資の調達など、日本の戦争遂行を支援し、また自らも出兵することになった。

#### 平壌の戦い

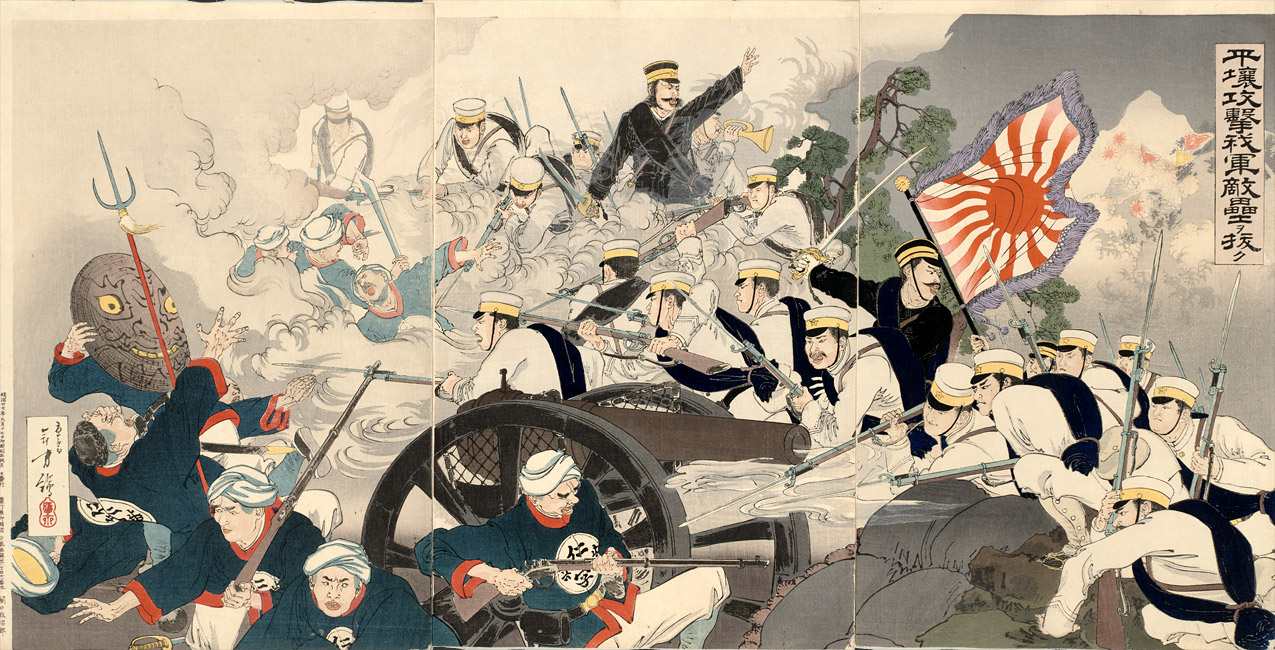
平壌の戦い

開戦前から朝鮮半島北方で混成第九旅団の騎兵隊が偵察任務に就いており、7月末「平壌に清軍1万人集結」との情報が大本営に伝えられた。大本営は、30日に第五師団の残り半分に、8月14日に第三師団に出動を命じた（ただし後日、第三師団は、大本営の指示で兵站部の編成が変更されたこともあり、結果的に先発隊（歩兵第18連隊が基幹）しか平壌攻略戦に参加できず）。8月中旬、漢城に到着した第五師団長野津道貫陸軍中将は、情勢判断の結果、朝鮮政府を動揺させないためにも、早期の平壌攻略が必要と判断した。第五師団が北進を開始した9月1日、同師団と第三師団その他で第一軍が編成された。12日、仁川に上陸した第一軍司令官の山縣有朋陸軍大将が第五師団宛に「第三師団の到着を待たず、従来の計画により、平壌攻撃を実行すべき」と指示した（カタカナを平仮名に書き換え、読点を入れた）。
李鴻章から、平壌に集結した清軍の総指揮を任されたのは、成歓の戦いで敗れた葉志超提督（中将相当）であった。9月7日、葉は、光緒帝の諭旨と李の督促を受け、7,000人の迎撃部隊（4将の部隊から抽出して編成）を南進させた。しかし同夜、「敵襲」との声で味方同士が発砲し、死者20人・負傷者100人前後を出して迎撃作戦が失敗した（後年、日清戦史を研究・総括した誉田甚八陸軍大佐は、分進合撃する日本軍への迎撃作戦について、少なくとも平壌の陥落時期を遅らせる可能性があったとした）。13日、葉は、包囲される前に撤退することを4将に計ったものの、奉天軍を率いる左宝貴が葉を監禁したため、清軍は4将が個々に戦うこととなる。
9月15日、予定通り日本軍の平壌攻略戦が始まった（ただし西側の師団長・直率部隊は攻撃に参加せず）。北東から前進予定の歩兵第十旅団長立見尚文陸軍少将に「午前8時前後ニハ平壌ニ於テ貴閣下ト握手シ……」と前日返信していた大島旅団長率いる混成第九旅団は、南東から平壌城・大同門の対岸近く（大同江右岸）まで前進したものの、右岸の堡塁と機関砲に阻止されて露営地に退く（戦死約140人、負傷約290人）等、夕方近くになると戦況が膠着（こうちゃく）していた。しかし、徹底抗戦派の左宝貴が反撃に出て戦死したこともあり、午後4時40分頃、平壌城に白旗が立ち、休戦後に清軍が退却するとの書簡が日本軍に渡された。もっとも、傷病兵を除く清軍は、休戦前に平壌城から脱出し、替わって日本軍が入城した。
なお日本軍は、進軍を優先したため、この戦いでも糧食不足に悩まされ、最もよい混成第九旅団でさえ、常食と携行口糧それぞれ2日分で攻略戦に臨んだ（その後も補給に苦しみ、しばしば作戦行動の制約になる）。糧食不足は、平壌で清軍のもの（第五師団の1か月分）を確保したことにより、当面解消された。

#### 黄海海戦

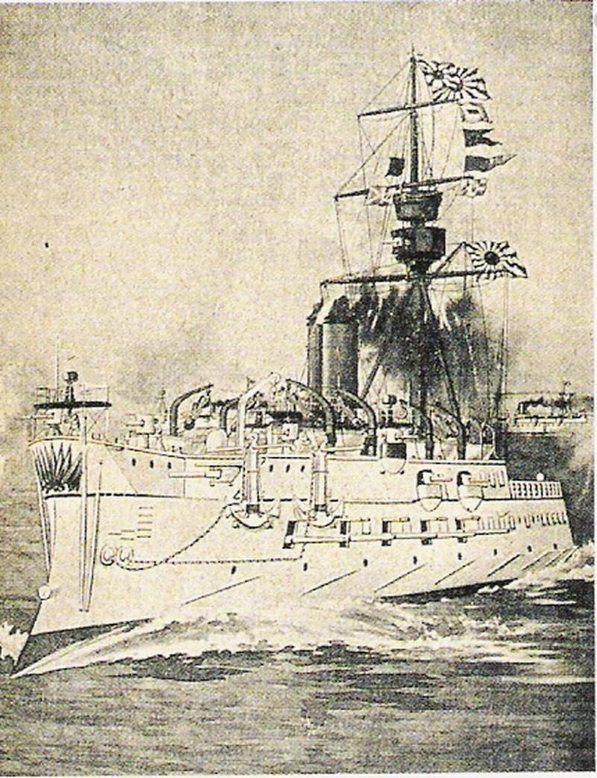
連合艦隊旗艦松島

大本営の「作戦大方針」では、海軍が清の北洋艦隊掃討と制海権掌握を担うとされていた。しかし、持久戦と西洋列強の介入で講和に持ち込みたい李鴻章は、北洋艦隊の丁汝昌提督に対し、近海防御と戦力温存を指示していた。このため、海軍軍令部長樺山資紀海軍中将が西京丸で最前線の黄海まで偵察に出るなど、日本海軍は艦隊決戦の機会に中々恵まれなかった。
9月16日午前1時近く、陸兵4,000人が分乗する輸送船5隻を護衛するため、母港威海衛から出てきていた北洋艦隊が大連湾を離れた（艦14隻と水雷艇4隻）。同日大狐山での陸兵上陸を支援した北洋艦隊は、翌17日午前から大狐山沖合で訓練をしていた。午前10時過ぎ、索敵中の連合艦隊と遭遇した（両艦隊とも煙で発見）。連合艦隊は、第一遊撃隊司令官坪井航三海軍少将率いる4隻が前に、連合艦隊司令長官伊東祐亨海軍中将率いる本隊6隻が後ろになる単縦陣をとっていた（ほかの2隻、樺山軍令部長を乗せた西京丸と「赤城」も、予定と異なり戦闘に巻き込まれた）。12時50分、横陣をとる北洋艦隊の旗艦「定遠」の30.5センチ砲が火を噴き、戦端が開かれた（距離6,000m）。
海戦の結果、無装甲艦の多い連合艦隊は、全艦が被弾したものの、旗艦「松島」など4隻の大・中破にとどまった（「赤城」の艦長坂元八郎太海軍少佐をはじめ戦死90人、負傷197人。被弾134発。ただし船体を貫通しただけの命中弾が多かった）。装甲艦を主力とする北洋艦隊は、連合艦隊の6倍以上被弾したと見られ、「超勇」「致遠」「経遠」など5隻が沈没し、6隻が大・中破、「揚威」「広甲」が擱座した。
なお海戦後、北洋艦隊の残存艦艇が威海衛に閉じこもったため、日本が制海権をほぼ掌握した（後日、制海権を完全に掌握するため、威海衛攻略が目指されることとなる）。

#### 第二軍による旅順攻略
9月21日、海戦勝利の報に接した大本営は、「冬季作戦大方針」の1)旅順半島攻略戦を実施できると判断し、第二軍の編成に着手した。その後、まず第一師団と混成第十二旅団（第六師団の半分）を上陸させ（海上輸送量の上限）、次に旅順要塞の規模などを偵察してから第二師団の出動を判断することにした。10月8日、「第一軍と互いに気脈を通し、連合艦隊と相協力し、旅順半島を占領すること」を第二軍に命じた。21日、第二軍は、海軍と調整した結果、上陸地点を金州城の東・約100kmの花園口に決定した。
第一軍が鴨緑江を渡河して清の領土に入った24日、第二軍は、第一師団の第一波を花園口に上陸させた。その後、良港を求め、西に30km離れた港で糧食・弾薬を揚陸した。11月6日、第一師団が金州城の攻略に成功。14日、第二軍は、金州城の西南50km旅順を目指して前進し、18日、偵察部隊等が遭遇戦を行った。21日、総攻撃をかけると、清軍の士気などが低いこともあり（約12,000人のうち約9,000人が新募兵）、翌22日までに堅固な旅順要塞を占領した。両軍の損害は、日本軍が戦死40人、戦傷241人、行方不明7人に対し、清軍が戦死4,500人（うち金州とそこから旅順までで約2,000人）、捕虜600人。
旅順を簡単に攻略できたものの、大きな問題が生じた。『タイムズ』（1894年11月28日付）や『ニューヨーク・ワールド』（12月12日付）で、「旅順陥落の翌日から四日間、幼児を含む非戦闘員などを日本軍が虐殺した」と報じられたのである。虐殺の有無と犠牲者数について諸説があるものの、実際に従軍して直接見聞した有賀長雄は、民間人の巻き添えがあったことを示唆した。現在この事件は、旅順虐殺事件（英名：the Port Arthur Massacre）として知られている。なお同事件は、日本の外交上、深刻な事態を招きかねなかった。条約改正交渉中のアメリカでは、一連の報道によって一時、上院で条約改正を時期尚早との声が大きくなり、日本の重要な外交懸案が危殆に瀕した。このため、『ニューヨーク・ワールド』紙上で陸奥外相が弁明するような事態に陥った。しかし翌年2月、上院で日米新条約が批准された。

#### 第一軍の鴨緑江渡河
10月中旬、清は、国土防衛のため、朝鮮との境界鴨緑江に沿って将兵30,400人と大砲90門を配置していた。もっとも、平壌から敗走した約10,000人（うち傷病2,000人）が含まれる部隊は、士気が低い上に新募兵が多い等、自然の要害九連城の防衛などに困難が予想された。さらに、総指揮を執る宋慶にも問題があり、やがて諸将間で不協和音が生じることになる。
10月15日、糧食不足に苦しむ第一軍は、司令部が安州（平壌と義州の中間地点）にようやく到着し、大本営から「前面の敵をけん制し、間接に第二軍の作戦を援助」との電報を受け取った。第二軍の第一波が遼東半島に上陸した24日、陽動部隊が安平河口から、21時30分に架橋援護部隊が義州の北方4km地点から、鴨緑江の渡河を始めた。翌25日6時、予定より2時間遅れで、本隊通過用の第一・第二軍橋が繋がった（ただし第二軍橋が脆弱で、臼砲6門と糧食の通行が後回しにされた）。6時20分、野砲4門が虎山砲台（九連城から4.5km）に砲撃を開始し、歩兵の渡河が続いた。清軍に強く抵抗されたものの、虎山周辺の抵抗拠点を占領した（日本軍の戦死34人、負傷者115人）。翌26日早朝、第一軍は、九連城を総攻撃するため、露営地を出発した。しかし、清軍が撤退しており、無血入城となった。
その後、第三師団は、鴨緑江の下流にそって進み、27日に河口の大東溝を占領し（30日、兵站司令部を開設）、11月5日補給線確保のために黄海沿岸の大狐山を占領した（11日、兵站支部を開設）。第五師団は、糧食の確保後に内陸部に進み、要衝鳳凰城攻略戦を開始した。10月29日、騎兵ニ箇小隊が鳳凰城に接近すると、城内から火が上がっていた。14時50分に騎兵は城内に突入し、清軍撤退を確認した。このため、主力部隊による攻撃が中止された。

#### 東学農民軍の再蜂起と鎮圧
朝鮮では、東学が戦争協力拒否を呼びかけたこともあり、軍用電線の切断、兵站部への襲撃と日本兵の捕縛、殺害など反日抵抗が続いた。10月9日、親日政権打倒を目指す「斥倭斥化」（日本も開化も斥ける）をスローガンに、全琫準率いる東学農民軍が再蜂起した。大院君は、鎮圧のために派兵しないよう大鳥公使に要請したものの、将来ロシアの軍事介入を警戒した日本は、11月初旬に警備用の後備歩兵独立第十九大隊を派兵した。鎮圧部隊は、日本軍2,700人と朝鮮政府軍2,800人、各地の両班士族や土豪などが参加する民堡（みんぽ）で編成された。11月下旬からの公州攻防戦で勝利し、東学農民軍を南方へ退け、さらに朝鮮半島の最西南端海南・珍島まで追いつめて殲滅（せんめつ）した。なお、5か月間の東学農民軍の戦闘回数46回、のべ134,750人が参加したと推測されている。

### 講和期

#### 冬季作戦大方針の変更と海城攻防戦
10月8日イギリスが、翌日イタリアが講和の仲裁を、また11月22日清が講和交渉を申し入れてきた。講和を意識する伊藤首相と陸奥外相は、山海関や台湾や威海衛の攻略など大きな戦果が必要と考えていた。また大本営は、1)渤海湾北岸の上陸予定地点が不結氷点、2)威海衛にこもる北洋艦隊一掃の2条件が揃えば、8月31日に定めた「冬季作戦大方針」を変更し、冬季の直隷決戦を考えていた。結局のところ、清の占領地で第一軍と第二軍が冬営するとともに（やがて酷寒に苦しむ）、前者が海城攻略作戦を、後者が威海衛攻略作戦（山東作戦）を実施することが決まった。
12月1日、第一軍司令部は、第三師団長桂太郎陸軍中将に海城攻略を命じた。第三師団は、凍結した坂を駄馬が超えられない等、冬の行軍で苦しんだものの、13日に海城を占領した。しかし、そこからが問題であった。海城は、北西15kmに牛荘（遼河河口の港町）が、東北70kmに遼陽が、南西60kmに蓋平がある陸上交通の要衝で、清にとっても重要な拠点であった。このため、翌年2月27日まで4回の攻防戦と、小ぜりあいが続くことになる。
12月30日着の大本営訓令により、海城の第三師団（第一軍）支援として、第二軍のうち山東作戦に参加しない第一師団から混成第一旅団（歩兵第一旅団が基幹）が編成・抽出され、蓋平方面に進出させることになった（翌年1月10日に蓋平占領）。その後、直隷決戦または講和を踏まえた第一軍による台湾攻略という大本営の考えと異なり、第一軍が第二軍を誘う形で新作戦（遼河平原での掃討作戦）が動き始める。

#### 陸海軍共同の山東作戦（北洋艦隊の降伏）

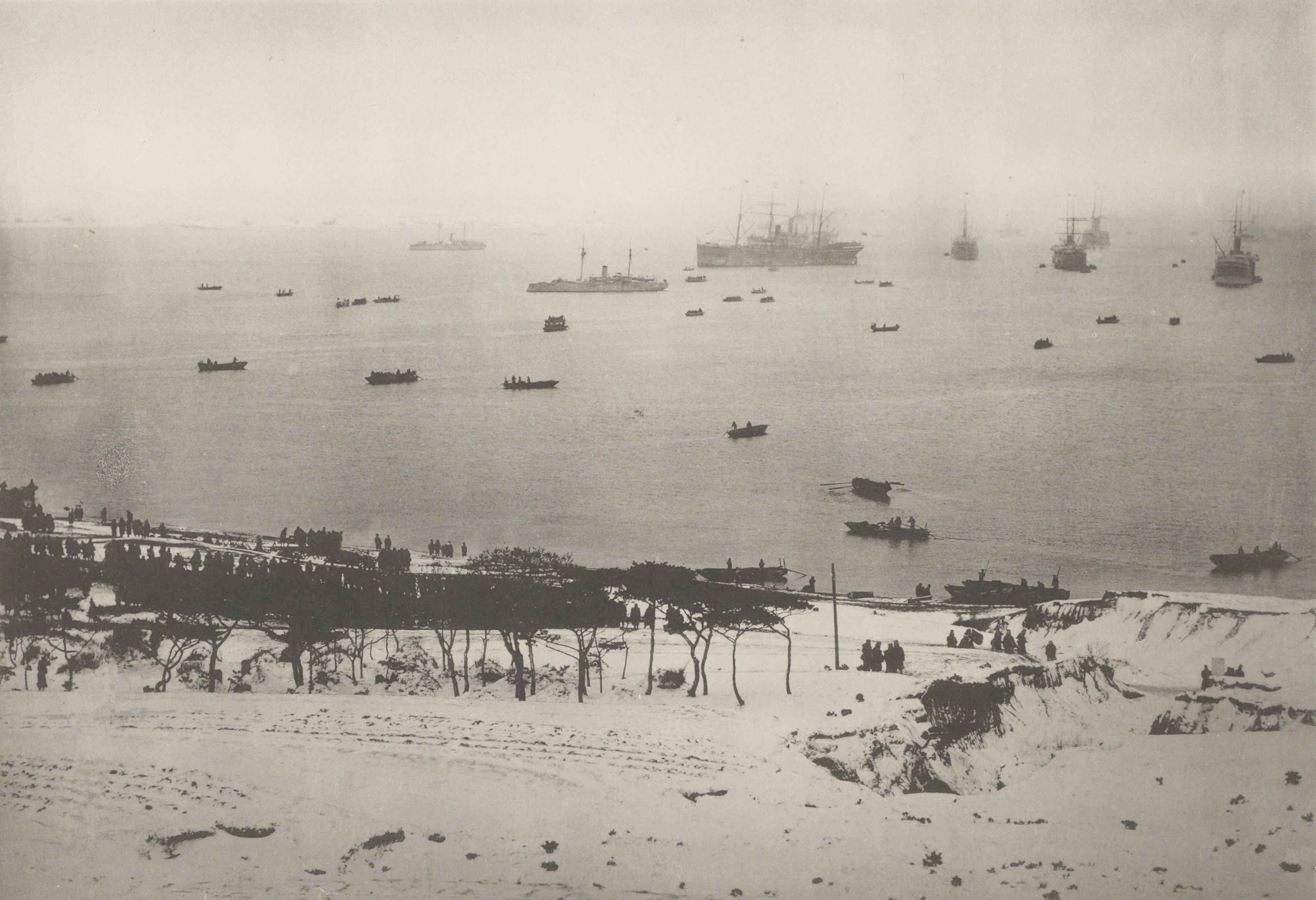
山東半島の栄城湾に上陸中の日本軍。1895年1月20日。

「威海衝陥落北洋艦隊提督丁汝昌降伏ノ図」 右田年英画 1895年（明治28年）。外国軍顧問団を連れて降伏する丁を描いた絵。ただし、丁は降伏せずに自殺しており、この絵は想像で描かれたもの。

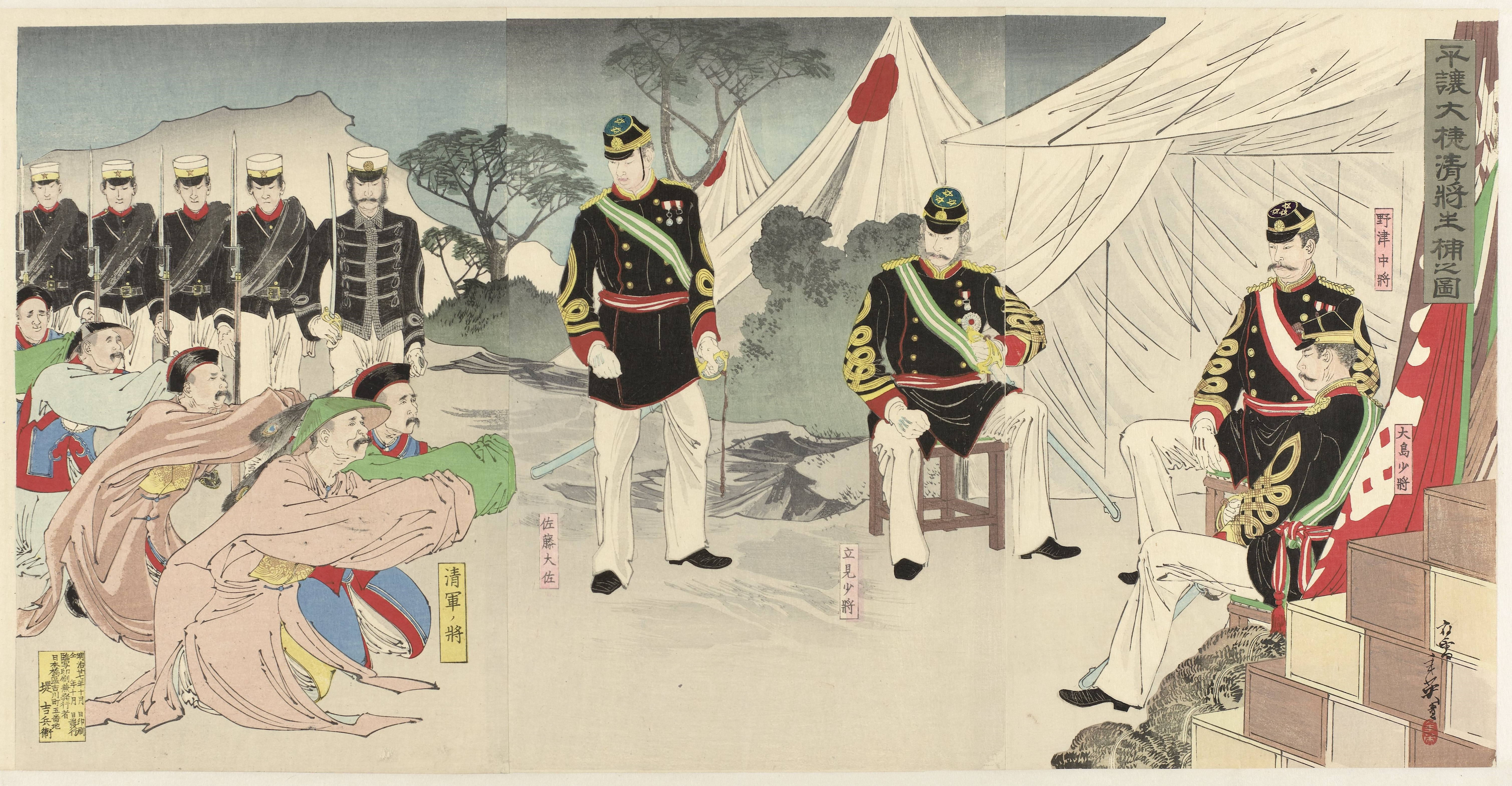
「平壌大捷清将生捕之図」　右田年英画 1894年10月。

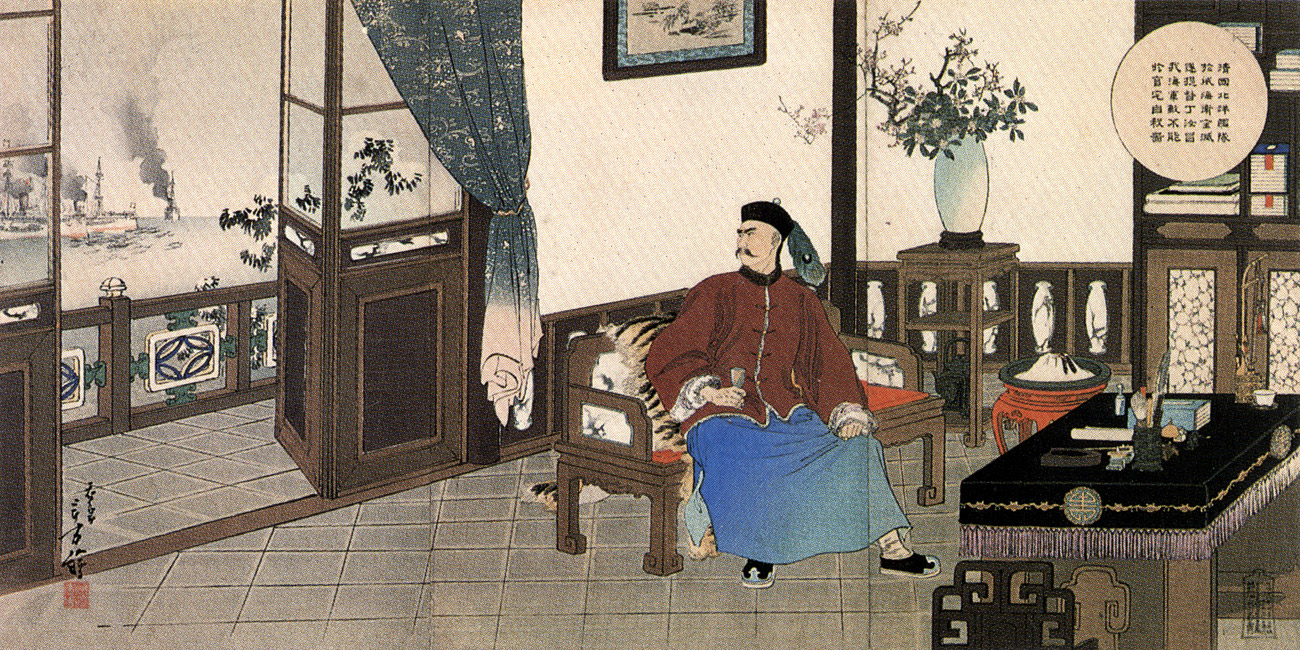
「提督丁汝昌於官宅自殺図」 水野年方画 1895年（明治28年）。毒杯を手にした姿で描かれているが、場所が艦内ではなく、陸上の官邸となっている。

12月14日、大本営が山東作戦の実施を決定した。第二軍司令部・連合艦隊司令部との調整後、翌年1月8日に実施計画が固まった。作戦の目的は、直隷決戦に向けて制海権を完全に掌握するため、威海衛湾に立てこもる北洋艦隊の残存艦艇と、海軍基地の破壊にあった。20日、4艦の砲撃援護の下、山東半島先端に海軍陸戦隊等が上陸し、栄城湾に歩兵第16連隊等が上陸を始めた（26日夜、最後の輸送船4隻が到着）。26日、第二師団と第六師団が並進を開始した（目標地点まで移動距離、約60km）。30日、陸戦用の防御設備があったにもかかわらず、清軍の抵抗が強くなかったため、半日で威海衛湾の南岸要塞を制圧した（日本軍の戦死54人、負傷152人）。陸上での清軍の抵抗は、2月1日で終わり、翌日、日本軍は、北岸要塞などを無血占領し、湾の出入口にある要衝の劉公島と日島、停泊中の北洋艦隊を包囲した。なお1月30日、占領砲台を視察していた歩兵第11旅団長大寺安純陸軍少将が敵艦の砲撃を受け、戦傷死した。
劉公島・日島の守備隊と北洋艦隊の残存艦艇は、孤立しても健在であり、旗艦「定遠」の30センチ砲などで抗戦を続けた。しかし、水雷艇による魚雷攻撃に加え、日本艦隊の艦砲および対岸から日本軍に占領された砲台の備砲が砲撃を続け、清側の被害が大きくなると、清の陸兵とお雇い外国人は、北洋艦隊の提督丁汝昌に降伏を求めた。2月11日、降伏を拒否していた丁提督は、北洋通商大臣李鴻章に打電後、服毒自決。14日の両軍の合意に基づき、17日に清の陸海軍将兵とお雇い外国人が解放された。

#### 遼河平原の作戦（遼東半島全域の占領）
2度目の海城防衛戦が終わった1月下旬から、第一軍司令部と大本営の間で、新作戦を巡る駆引きが生じた。前者は、遼陽と営口付近の清軍掃討を求めており、後者は、その作戦が直隷決戦を妨げかねない、と拒否していた。最終的に両者の譲歩により、掃討作戦の範囲を縮小して3月上旬に作戦を完了することが決まった。3月2日、第五師団は、前衛が鞍山站に進出したものの、すでに清軍が撤退しており、撃破できなかった。三方を包囲されていた海城の第三師団は、2月28日死傷者124人を出しながら主力部隊が北方に進撃し、3月2日鞍山站に進出した。4日、合流した第三・第五師団が牛荘を攻撃し、退路を断たれた清軍と市街戦になったものの、翌日午前1時頃までに掃討戦が終わった。
2月21日、太平山の戦闘で第一師団（第二軍）がダメージを負っていた（戦死29人、負傷285人、凍傷4,188人）。3月4日、再び清軍が動いたものの、第一師団の反撃で後退した。6日、第一師団は、追撃戦に移り、翌7日、抵抗をほとんど受けることなく、営口を占領した（西洋列強の領事館と外国人居留地があるため、両軍とも市街戦に消極的）。9日、日清戦争最大の三箇師団が参加し、遼河対岸の渡河地点田荘台を攻撃した（清軍2万人、砲40門）。一時間ほどの砲撃戦で戦況の帰趨（きすう）が決まり、田荘台の攻略に成功した。しかし、攻略直後に第一軍司令部は、全軍撤退と清軍の反攻拠点にならないよう「田荘台焼夷」とを命じ、全市街を焼き払わせた。
なお作戦完了により、第五師団と後備諸隊が西から営口、牛荘、鞍山站、鳳凰城、九連城までの広大な地域の守備にあたり、残りの六箇師団と臨時第七師団（屯田兵団の再編）で直隷決戦の準備が始まった。3月16日、参謀総長小松宮彰仁親王陸軍大将が征清大総督に任じられ、26日、第二軍司令部が大本営の新作戦命令を受領した。その後、山海関東方の洋河口への上陸準備のため、近衛師団と第四師団が広島から遼東半島に移動した（後記の通り当時、下関で講和交渉が行われており、直隷決戦の具体的準備は、日本側の大きな切り札であった）。

#### 台湾海峡の要衝、澎湖列島の占領

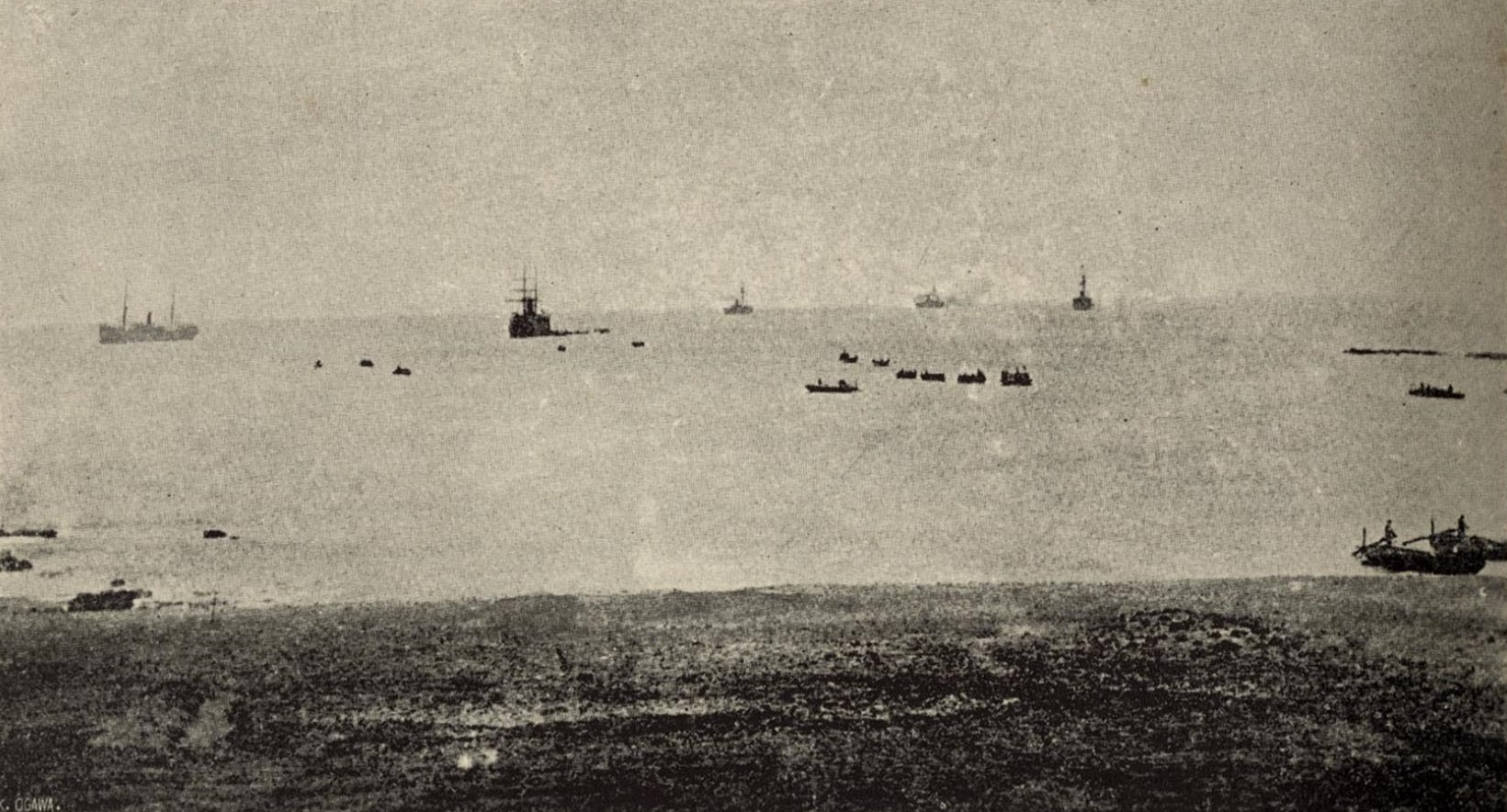
澎湖本島に上陸中の比志島混成支隊。1895年3月23日。

台湾取得の準備として陸海軍は、共同で台湾海峡にある海上交通の要衝、澎湖列島（馬公湾が天然の良港）を占領することとした。南方派遣艦隊（司令長官伊東祐亨海軍中将）の旗艦吉野が座礁し、予定より遅れたものの、3月23日、混成支隊が澎湖列島に上陸を始めた。海軍陸戦隊が砲台を占領するなど、26日に作戦が完了。ただし、上陸前から輸送船内でコレラが発生しており、しかも島内は不衛生で飲料水が不足した。そのため、上陸後にコレラが蔓延し、陸軍の混成支隊6,194人（うち民間人の軍夫2,448人）のうち、発病者1,945人（908人）、死亡者1,257人（579人）もの被害がでた。同支隊のコレラ死亡率20.3% (23.7%)。

#### 休戦・講和

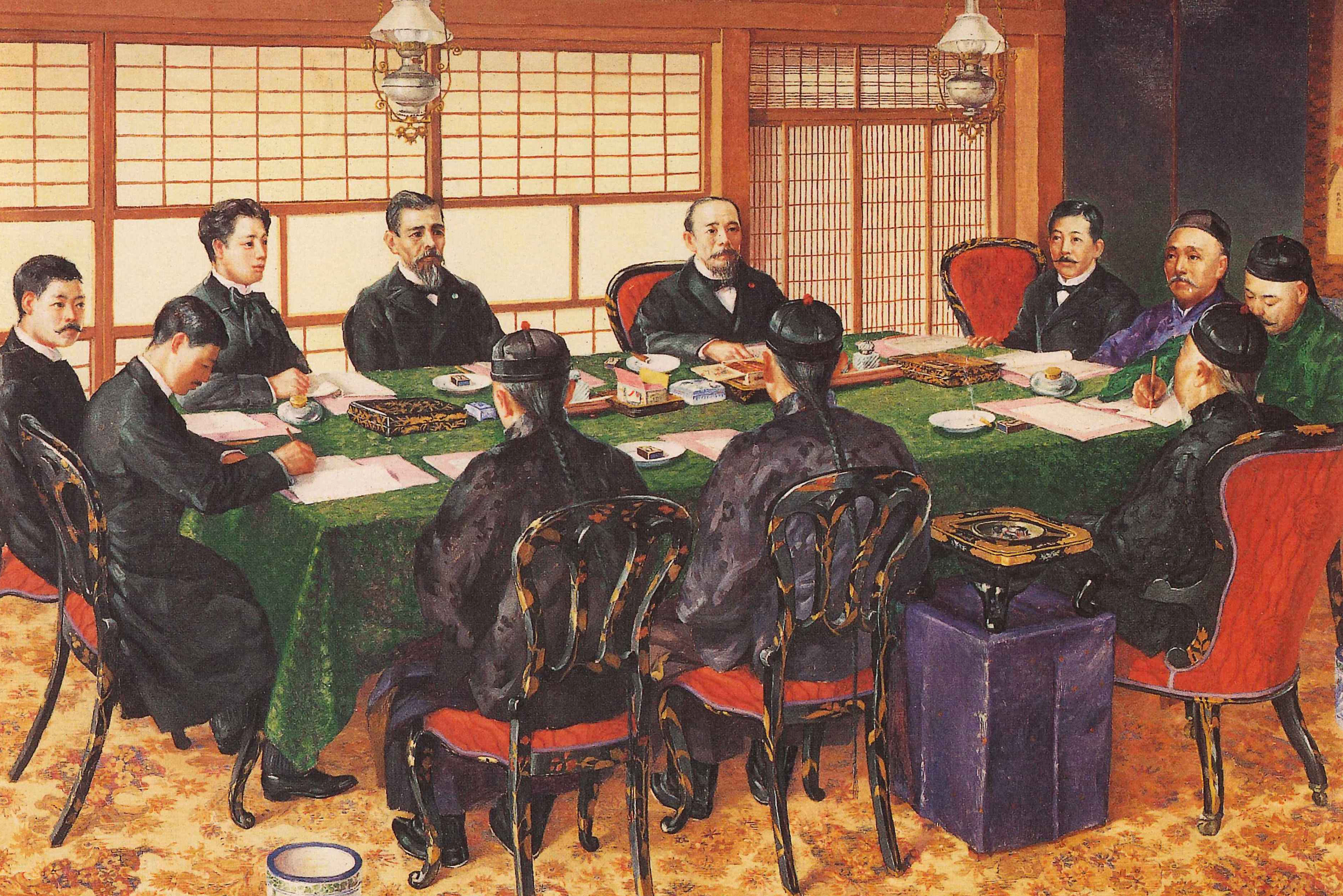
下関の春帆楼で講和交渉を行う日清両国の全権。永地秀太画

1895年（明治28年）3月19日（光緒21年2月23日）、清の全権大使李鴻章が門司に到着した。下関の料亭、春帆楼での交渉の席上、日本側の台湾割譲要求に対して李は、台湾本土に日本軍が上陸すらしておらず、筋が通らないと大いに反論した。しかし、24日に日本人暴漢が李を狙撃する事件が起こり、慌てた日本側が講話条件を緩和して早期決着に動いたため、30日に一時的な休戦で合意が成立した（ただし台湾と澎湖列島を除く）。4月17日、日清講和条約（下関条約）が調印され、清・朝間の宗藩（宗主・藩属）関係解消、清から日本への領土割譲（遼東半島・台湾・澎湖列島）と賠償金支払い（7年年賦で2億両（約3.1億円）、清の歳入総額2年半分に相当）、日本に最恵国待遇を与えること等が決まった。5月8日（4月14日）、清の芝罘で批准書が交換され、条約が発効した。

### 三国干渉

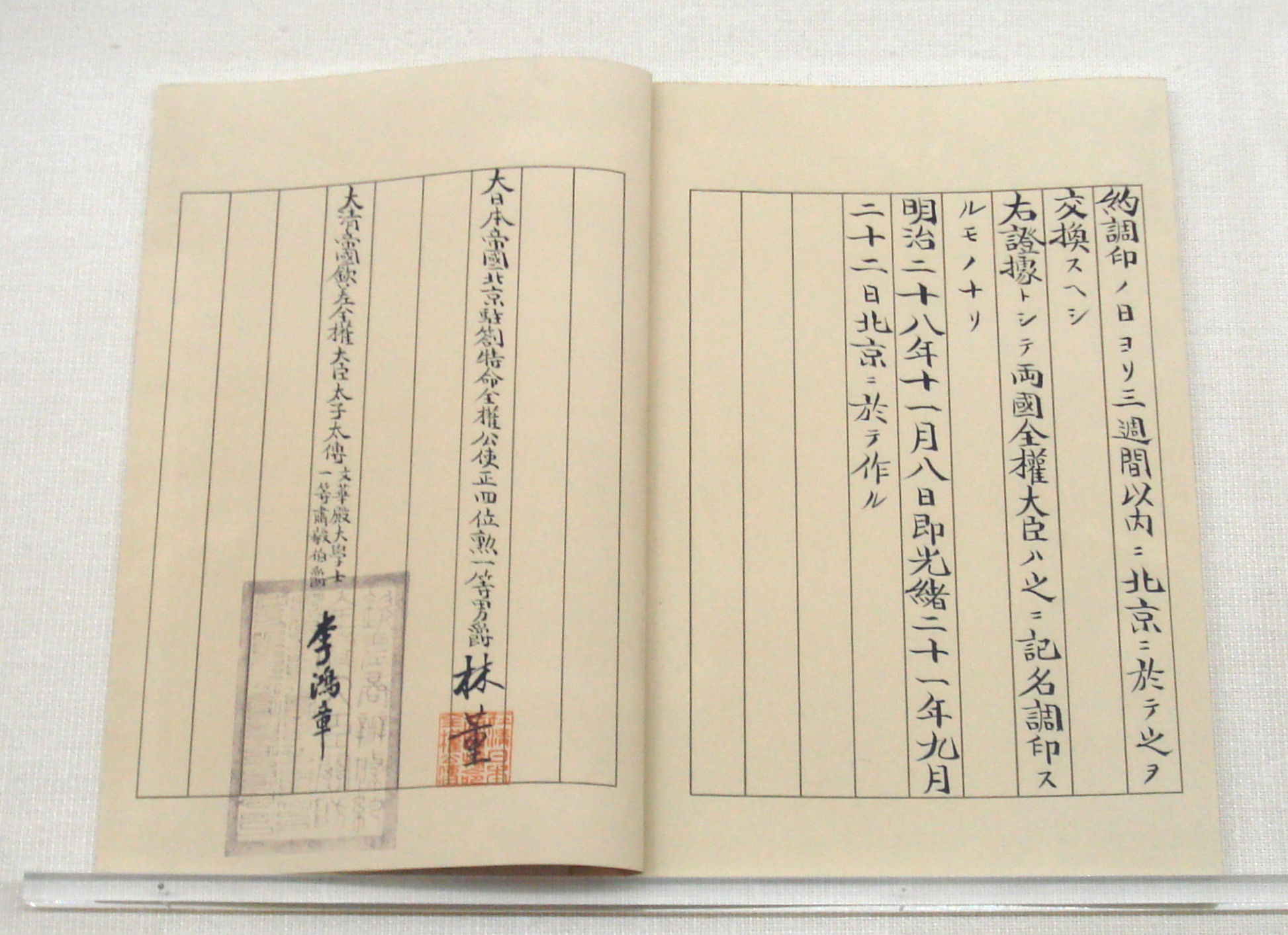
1895年11月8日、遼東還付条約に調印

調印された日清講和条約の内容が明らかになると、ロシアは、日本への遼東半島割譲に反発した。4月23日、フランス・ドイツと共に、日本に対して清への遼東半島還付を要求した（三国干渉）。翌24日、広島の御前会議で日本は、列国会議を開催して遼東半島問題を処理する方針を立てた。しかし25日早朝、病床に就く陸奥外相が訪ねてきた伊藤首相に対し、1) 列国会議は三国以外の干渉を招く可能性が、2) 三国との交渉が長引けば清が講和条約を批准しない可能性があるため、三国の要求を即時受け入れるとともに、清には譲歩しないことを勧めた。
5月4日、日本は、イギリスとアメリカが局外中立の立場を採ったこともあり、遼東半島放棄を閣議決定した。翌5日、干渉してきた三国に対し、遼東半島の放棄を伝えた。なお11月8日、清と遼東還付条約を締結した。

### 台湾民主国と台湾平定（乙未戦争）

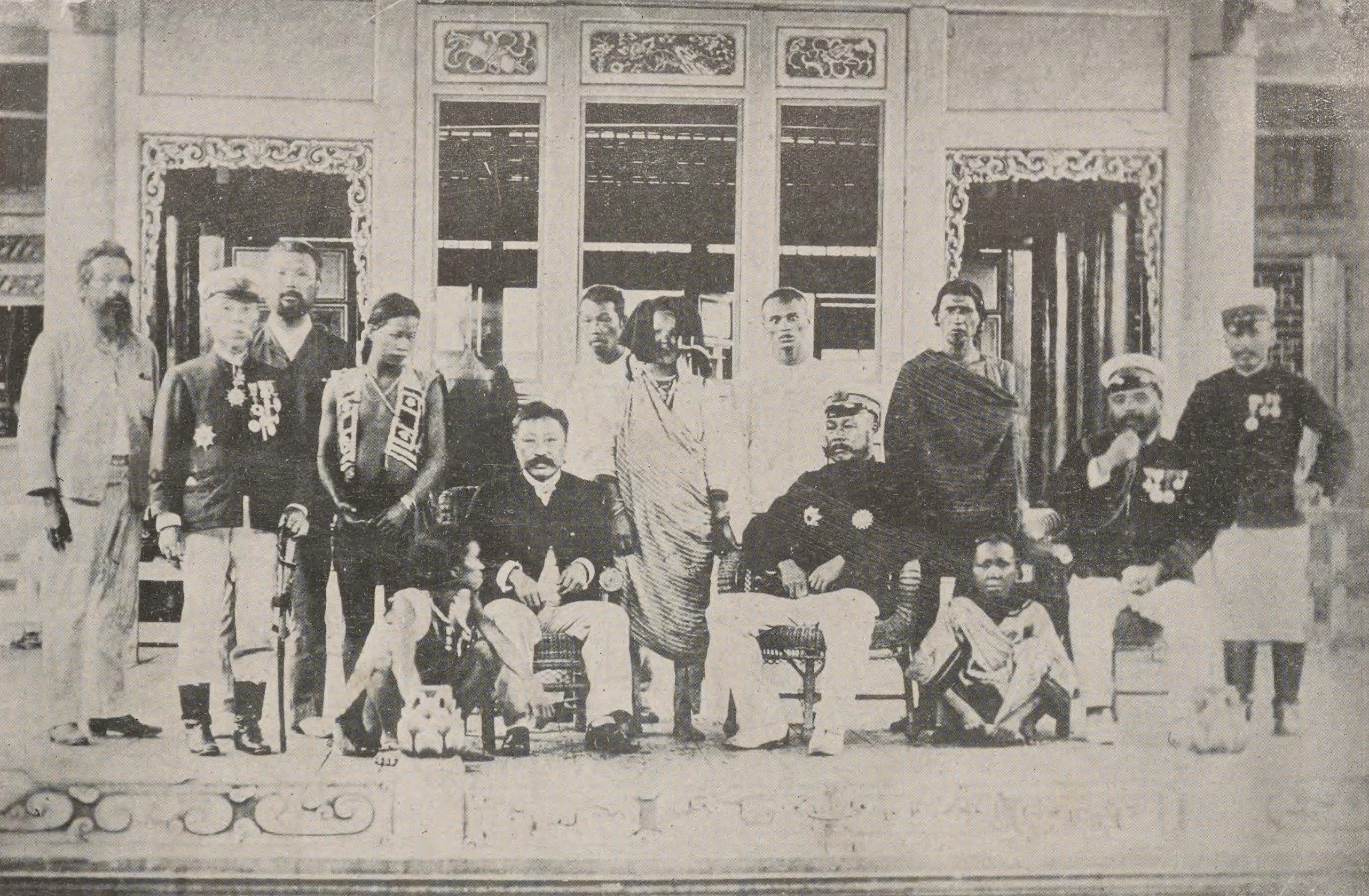
生蕃（高山族原住民）を接見中の樺山資紀台湾総督。1895年9月10日。

日本は、5月8日の日清講和条約発効後、割譲された台湾に近衛師団（歩兵連隊と砲兵連隊が二箇大隊で編成され、他師団より小規模）を派遣した。29日に近衛第一旅団が北部に上陸を始め、6月17日に台北で台湾総督府始政式が行われた後、19日に南進が始まった。しかし、流言蜚語などによる武装住民の抵抗が激しいため、予定していた近衛第二旅団の南部上陸を中止し、北部制圧後の南進再開に作戦が変更された。増援部隊として編成された混成第四旅団（第二師団所属の歩兵第四旅団が基幹）と警備用の後備諸部隊が到着する中、7月29日、ようやく旧台北府管内を制圧した。
8月28日、近衛師団が中部の彰化と鹿港まで進出し（ただし病気等で兵員が半減）、9月16日、台南を目指す南進軍が編成された。10月、すでに台湾平定に参加していた混成第四旅団を含む第二師団が南部に分散上陸し、10月21日、日本軍が台南に入った。11月18日、大本営に全島平定が報告された（参加兵力：二箇師団と後備諸部隊などを含め、将校同等官1,519人、下士官兵卒48,316人の計49,835人、また民間人の軍夫26,214人）。軍政から民政に移行した翌日、1896年（明治29年）4月1日に大本営が解散された。
なお犠牲者は、平定した日本側が戦死者164人、マラリア等による病死者4,642人に上った。女性子供も参加したゲリラ戦などによって抵抗した台湾側が兵士と住民およそ1万4千人死亡と推測されている。

## 年表
1894年
- 3月：東学党、朝鮮全羅道で蜂起（その後甲午農民戦争に拡大）
- 5月27日か28日：駐朝代理公使杉村濬より、朝鮮が「兵を支那に借り」る動きあり、と外務省に通報
- 5月31日：朝鮮政府、清への援兵を決議。伊藤内閣、内閣弾劾上奏決議案が可決されて難局に直面
- 6月1日：杉村、「袁世凱いわく朝鮮政府は清の援兵を請いたり」と打電
- 6月2日：伊藤内閣、衆議院解散と清が朝鮮に出兵した場合に公使館・居留民保護のための朝鮮出兵とを閣議決定
- 6月4日：清の北洋通商大臣李鴻章、朝鮮出兵を指令
- 6月5日：参謀本部内に大本営を設置（形式上戦時に移行）
- 6月6日：天津条約に基づき、清が日本に朝鮮出兵を通告
- 6月7日：日本も同条約に基づき、清に朝鮮出兵を通告

（以後、日清両軍が朝鮮に上陸するとともに、日清間と日朝間の交渉、さらにイギリスとロシアが日清間の紛争に介入）
- 7月9日：清の総理衙門がイギリスの調停案を拒絶
- 7月10日：駐露公使西徳二郎より、これ以上ロシアが干渉しない、との情報が外務省に届く。
- 7月11日：伊藤内閣、清のイギリス調停案拒絶を非難するとともに、清との国交断絶を表明する「第二次絶交書」を閣議決定
- 7月16日：日英通商航海条約の調印（領事裁判権撤廃を達成）。清、軍機処などの合同会議で開戦自重を結論とし、18日に上奏
- 7月20日：駐朝公使大鳥圭介、朝鮮政府に対して最後通牒（回答期限22日）
- 7月23日：日本軍、朝鮮王宮を占領。国王高宗を手中にする。日本側の圧力により、大院君が国政総裁に就任
- 7月25日：大院君、清との宗藩関係解消を宣言し、大鳥に牙山の清軍掃討を依頼。豊島沖海戦（高陞号事件）
- 7月29日：牙山に向かった日本軍と清軍が交戦し、日本軍が勝利（成歓の戦い）
- 8月1日：日清両国、互いに宣戦布告
- 8月5日：大本営、参謀本部内から宮中に移動
- 9月13日：大本営、戦争指導のために広島移転（広島大本営）
- 9月15日：明治天皇、広島に入る。平壌攻略戦で日本軍が勝利
- 9月17日：黄海海戦で日本艦隊が勝利。その結果、日本が制海権をほぼ掌握
- 9月19日：李鴻章、持久戦（西洋列強の介入を期待）等を上奏
- 10月24日：日本の第一軍が鴨緑江渡河を開始し、第二軍が遼東半島上陸を開始
- 11月21日：第二軍、旅順口を占領

1895年
- 2月1日：広島で清との第一次講和会議（翌日、日本が委任状不備を理由に交渉拒絶）
- 2月中旬：陸海軍共同の山東作戦完了。日本が制海権を完全に掌握
- 3月上旬：第一軍、遼河平原作戦完了。日本が遼東半島全域を占領
- 3月16日：直隷決戦に備え、参謀総長小松宮彰仁親王陸軍大将が征清大総督に任じられる。
- 3月19日：講和全権の李鴻章、門司到着（翌日から下関で交渉）
- 3月23日：日本軍、台湾海峡の澎湖列島に上陸。26日に作戦完了
- 3月24日：李鴻章、暴漢に狙撃される（日本、条件を緩和して講和を急ぐ）。
- 3月30日：日清休戦条約の調印
- 4月17日：日清講和条約の調印（5月8日、発効）
- 4月23日：ロシア・フランス・ドイツ、清への遼東半島返還を要求（三国干渉）
- 5月4日：伊藤内閣、遼東半島返還を閣議決定
- 5月5日：日本がロシア・フランス・ドイツに遼東半島返還を伝える。
- 5月29日：日本軍、割譲された台湾北部に上陸を開始
- 5月30日：明治天皇、広島から東京に還幸
- 6月17日：日本が台湾に台湾総督府を設置
- 8月6日：台湾総督府条例により、台湾で軍政を敷く。
- 10月8日：朝鮮で乙未事変（閔妃暗殺事件）発生
- 11月8日：清と遼東還付条約を締結
- 11月18日：台湾総督、大本営に全島平定を報告

1896年
- 2月：朝鮮で親露派のクーデターが成功し（露館播遷）、日本が政治的に大きく後退
- 3月31日：台湾総督府条例公布により、軍政から再び民政に移行
- 4月1日：大本営の解散

1900年
- 台湾製糖の設立

1906年
- 大日本製糖の台湾進出

## 両国の戦争指導と軍事戦略

### 日本
日本は、日清戦争全体を通して主戦論で固まり、政治と軍事が統一されていた。開戦前の5月30日、衆議院で内閣弾劾上奏案を可決する等、条約改正など外交政策をめぐって伊藤内閣と激しく対立する対外硬六派も、開戦後、その姿勢を大きく変えた。解散総選挙後、広島に召集された臨時第七議会で、政府提出の臨時軍事費予算案（その額1億5,000万円は前年度一般会計歳出決算額8,458万円の1.77倍）を満場一致で可決する等、伊藤内閣の戦争指導を全面的に支援した。つまり開戦により、反政府的な排外主義的ナショナリズムが、これを抑えてきた政府の支持に回ったのである。また、反政府派の衆議院議員だけでなく、知識人も清との戦争を支持した。たとえば、対清戦争について福澤諭吉は「文野〔文明と野蛮〕の戦争」と位置づけ（『時事新報』1894年7月29日）、内村鑑三は「義戦」と位置づけた。なお、内村と同じように10年後の日露戦争で非戦〔反戦〕の立場をとる田中正造も、対清戦争を支持していた。そうした一種の戦争熱は、民間の義勇兵運動の広がり、福沢や有力財界人などによる軍資金献納にも現れた。清との戦争は、まさに挙国一致の戦争であった。
6月5日、参謀本部内に史上初めて大本営が設置され、形式上戦時に移行した。8月4日、大本営が「作戦大方針」を完成させ、翌日、天皇に上奏された。大方針では、渤海湾沿岸に陸軍主力を上陸させて清と雌雄を決すること（直隷決戦）が目的とされ、このための作戦が二期に分けられた。第一期作戦は、朝鮮に第五師団を送って清軍をけん制、残りの陸海軍が出動準備と国内防衛、海軍が清の北洋水師（北洋艦隊）掃討と黄海・渤海湾の制海権掌握とされた。第二期作戦は、第一期作戦の進行、つまり制海権で三つが想定された。(甲)制海権を掌握した場合、直隷平野（北京周辺）で決戦を遂行、（乙）日本近海だけ制海権を確保した場合、朝鮮に陸軍を増派し、朝鮮の独立確保に努力、（丙）制海権を失った場合、朝鮮に残された第五師団を援助しつつ、国内防衛とされた。8月14日、朝鮮半島南部に待機中の連合艦隊から「自重ノ策」をとると打電された大本営は、第二期作戦を（乙）で進めることにし、各師団長に訓示した（第三師団には出動命令）。31日、大本営は、「冬季作戦大方針」を定め、上記「作戦大方針」の（乙）を（甲）に変更し、直隷決戦を行うことにした。しかし、実際に制海権をまだ掌握していないため、1)直隷決戦の根拠地として旅順半島の攻略確保、2)清軍を南満洲に引きつけるための陽動作戦（奉天攻撃）を実施、3)陽動作戦の準備として清軍が集結する平壌を攻略するとされた。翌9月1日、まず3)を実施するため、第一軍が編成された。
なお、当時の戦争指導は、政治主導であった。天皇の特旨により、本来メンバーではない山縣枢密院議長と伊藤首相と陸奥外相が大本営に列席し、伊藤首相は西洋列強の思惑を踏まえた意見書を提出することもあった（山東作戦の実施決定と台湾攻略に大きく影響）。
政治が軍事をリードできた要因として、第一に統帥権独立の制度を作った当事者達であったため、同制度の目的と限界を知っており、実情に合わないケースで柔軟に対処できたことが挙げられる。第二の要因として、指導層の性格が挙げられる。当時の指導層は、政治と軍事が未分化の江戸時代に生まれ育った武士出身であり、明治維新後それぞれの個性と偶然などにより、政治と軍事に進路が分かれた。したがって、政治指導者は軍事に、軍事指導者は政治に一定の見識をもっており、また両者は帝国主義下の国際環境の状況認識がほぼ一致するとともに、政治の優位を自明としていた（陸軍大学校・海軍兵学校卒の専門職意識をもつエリート軍人が軍事指導者に上りつめていない時代）。関連して藩閥の存在も挙げられ、軍事に対する「政治の優位」つまり「藩閥の優位」でもあった。なお、そうした要因は、日露戦争後しだいに失われたものの、第一次世界大戦後にはいわゆる「大正デモクラシー」を経て議会制民主主義が根付くと見られた。しかし1930年代初頭の世界恐慌後に軍による主導にシフトすることになる。

### 清
日本と比して広大な国土と莫大な兵力を持つ清は、1884年当時、圧倒的に優勢と思われていた。
しかし、挙国一致の日本と交戦する清は、そもそも平時から外交と軍事が不統一であった。光緒帝の親政下、外交・洋務（鉱山や鉄道に関する政策等）を所管する総理衙門（慶親王等）と軍務を所管する軍機処（礼親王等）とが分離したままであった（開戦後の9月29日、戦争指導のために外交と軍事を統括するポストが新設）。その上、外交が一体化されていなかった。貿易港全体を管轄するとはいえ、決定権のない総理衙門（首都北京）と、天津港に限られるとはいえ、欽差大臣として全権を持つ北洋通商大臣李鴻章（天津）とが二元的に外交を担っていたのである。とくに対朝鮮外交は、対ロシア交渉で譲歩を引き出したイリ条約締結年の1881年（光緒7年）以降、礼部から兵権をもつ北洋通商大臣の直轄に移行し、朝鮮で総理朝鮮交渉通商事宜をつとめる袁世凱と密接に連絡をとる李が総理衙門と対立していた。
軍事も外交と同じように、開戦時に一体化されていなかった。常備する陸海軍の兵権が分散されていたこともあり（実質的な私兵化）、当初、日本との開戦は、国家を挙げた戦争ではなく、北洋通商大臣の指揮するものと位置づけられた。同大臣の李は、元々渤海沿岸の3省（直隷・山東・奉天）の海防とそのための兵権、3省の総督に訓令できる権限、朝鮮出兵の権限を与えられていた。また、北洋水師（北洋艦隊）を統監するとともに、私費を投じて編成した勇軍の一つ、いわゆる北洋陸軍を抱えていた。しかし開戦後、盛京将軍宋慶に隷属する東三省の錬軍（正規軍八旗の流れをくむ精鋭部隊）も前線に投入されたので、二元統帥に陥る可能性があった。そのため12月2日、欽差大臣劉坤一に山海関以東の全兵権が与えられた。
このように外交と軍事が錯綜する清には、開戦直前、李や官僚の一部、西太后等の無視できない戦争回避派がいた。7月16日、軍機処と総理衙門などの合同会議では、開戦自重を結論とし、18日に上奏された。そのこともあって李は、結果的に兵力を逐次投入してしまう。しかし9月15日、平壌で敗れると、戦略を大きく転換した。19日、上奏文により、日清戦争について北洋通商大臣の指揮する戦闘から、国家を挙げての戦争と位置づけ直し、持久戦をとるよう提案した。持久戦で西洋列強の調停を期待し、それから日本との講和に臨む構想であった。9月29日、恭親王に外交・軍事を統括する最重要の権限が与えられる等、ようやく清でも国家を挙げて戦う体制が整えられ始めた。
しかし、肝心な兵力にも問題があった。攻守を左右する制海権で重要な役割を果たす海軍力は、増強が進んでいなかった。さらに、軍事史家は海軍が無残な敗北を喫した背景として軍幹部の腐敗(砲弾の火薬を転売し砂に換えていた、など)を挙げている。
たとえば、清の4 艦隊（北洋・南洋・福建・広東）のうち、戦闘能力の最も高い北洋艦隊でさえ、開戦4年前の1890年（明治23年）に就役した巡洋艦「平遠」（排水量2,100t）が最後に配備された新造艦であった。実質的に制海権の帰趨（きすう）を決めた黄海海戦では、1892年（明治25年）に就役し、広東水師（広東艦隊）から編入されていた「広丙」（排水量1,000t）が参加するものの、対する日本艦隊は、1891年（明治24年）以降に就役した巡洋艦6隻（いずれも平遠を上回る排水量で、うち4隻が4,200t級）が参加した。
問題は、海軍力だけでなく、陸軍力にもあった。開戦時、常備軍の錬軍と勇軍には、歩862営（1営当たり平均350人）、馬192営があり、その後、新募兵の部隊が編成された。しかし、そうした諸部隊の間には、士気や練度や装備などの差があり、文官の指揮で実戦に参加する部隊もあるなど、近代化された日本軍と対照的な側面が多かった。なお清の陸兵は、しばしば戦闘でふるわず、やがて日本側に「弱兵」と見なされた（日本の従軍記者は、清の弱兵ぶり、木口小平など日本兵の忠勇美談を報道することにより、結果的に後者のイメージを祖国のために戦う崇高な兵士にして行った）。

## 戦費と動員

### 戦費
戦費は、2億3,340万円（現在の価値に換算して約2兆3,340億円）（内訳：臨時軍事費特別会計支出2億48万円、一般会計の臨時事件費79万円・臨時軍事費3,213万円）で、開戦前年度の一般会計歳出決算額8,458万円の2.76倍に相当した。うち臨軍特別会計（1894年6月1日〜1896年3月末日）の支出額構成比は、陸軍費が82.1%（人件費18.4%、糧食費12.4%、被服費10.8%、兵器弾薬費5.6%、運送費16.9%、その他18.0%）、海軍費が17.9%（人件費1.1%、艦船費6.4%、兵器弾薬費・水雷費5.0%、その他5.4%）であった。臨軍特別会計の収入額は、2億2,523万円であり、主な内訳が公債金（内債）51.9%、賠償金35.0%、1893年度の国庫剰余金10.4%であった（臨軍特別会計の剰余金2,475万円）。なお、1893年度末の日本銀行を含む全国銀行預金額が1億152万円であったため、上記の軍事公債1億1,680万円の引き受けが容易でなく、国民の愛国心に訴えるとともに地域別に割り当てる等によって公債募集が推進された。
1894年（明治27年）8月16日、軍事公債条例が公布された（勅令）（5000万円を限度とする）。
8月17日、大蔵省は、軍事公債条例による軍事公債3000万円の募集を公示した（告示）。9月10日から発行、応募額は7700万円余にのぼり、実収額は3006万円。
8月18日、大蔵大臣渡辺国武は、関東同盟銀行幹事渋沢栄一・山本直哉・安田善治郎代理長谷川千蔵をまねき、軍事公債募集について協力を要請した。
また8月に渡辺蔵相は、各地方官にたいし、軍事公債条例について、管内の有志に応募させるよう内訓した。11月22日、2度目の内訓。
11月21日、伊藤首相、渡辺蔵相は、東京の銀行家5人（荘田平五郎・中上川彦次郎・山本直哉・園田孝吉・安田善治郎）をまねき、軍事公債募集方法を協議した。
11月22日、大蔵省は、軍事公債5000万円の募集を公布した（省令）。応募額は9030万円余、実収額は4763万余円。

### 動員（軍夫の大規模雇用）

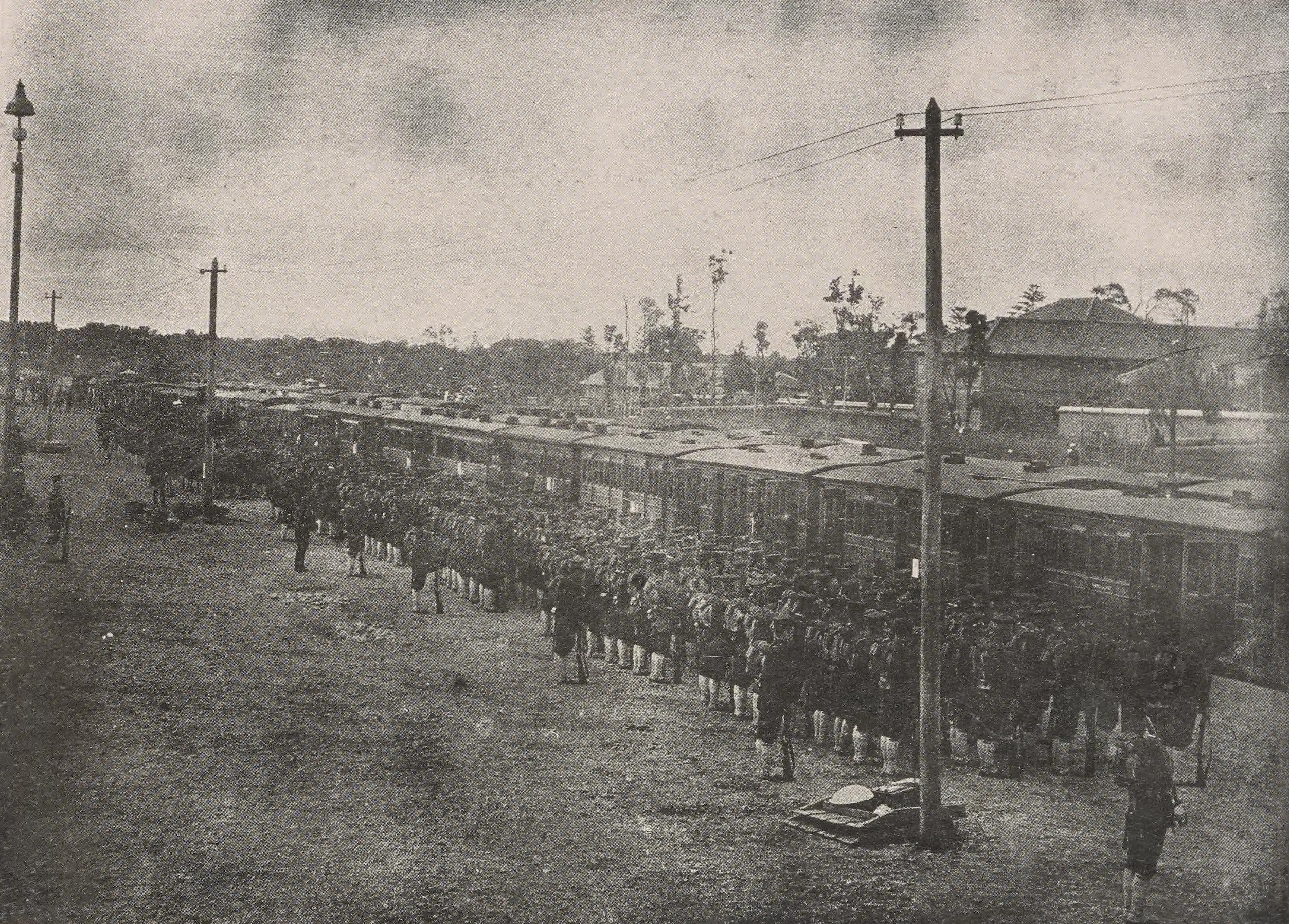
東京青山停車場から出征する陸軍歩兵第3連隊。1894年9月26日。

1893年（明治26年）、陸軍が戦時編制を改め、翌年度から新編成が適用された。その1894年度動員計画では、野戦七箇師団と兵站部、守備諸部隊（北海道の屯田兵団を含む）など、人員220,580人、馬47,221頭、野戦砲294門を動員できる態勢であった。なお、動員計画上、戦時の一箇師団は、18,500人と馬5,600頭で編制されることになっていた。
実際の動員（充員召集）は、6月5日に第五師団の歩兵第九旅団から始まり、7月12日に残りの歩兵第十旅団が続いた（朝鮮半島の地形等が考慮され、野戦砲兵連隊の装備が野砲から山砲に変更）。7月24日に第六師団が、8月4日に第三師団が、8月30日に第一師団が動員に入り、また10月上旬に第二師団が動員を終えた。近衛師団は10月8日戦闘部隊の動員が終わったものの、派兵が決まらなかったため、兵站部などを含めた動員の完了が翌年2月16日となった。第四師団も12月4日戦闘部隊の動員が終わり、翌年3月上旬に動員が完了した。その後、遼河平原での作戦が完了すると（1895年3月9日に田荘台を攻略）、第二期作戦（直隷決戦）の準備が始まった。3月16日に参謀総長小松宮彰仁親王陸軍大将が征清大総督に任じられ、直隷決戦で先陣を務める近衛師団と第四師団が広島から遼東半島に向かった。
最終的に計画を上回る240,616人が動員され、うち174,017人 (72.3%) が国外に出征した。ただし第四師団など、実戦を経験しないまま帰国した部隊もある。また、文官など6,495人、主に国外で運搬に従事する民間人の軍夫10万人以上（153,974人という数字もある）の非戦闘員も動員した（10年後の日露戦争では、軍夫（民間人）の雇用に代わり、兵役経験のない未教育者を補助輸卒として多数動員）。なお、20-32歳の兵役年齢層について戦闘員の動員率5.7%（国外動員率4.1%）と推計される。
近代陸軍のモデルである仏独の陸軍は、鉄道と運河を使えない所で物資輸送を馬に頼っており、また日本陸軍はドイツ陸軍を手本に兵站輸送計画を立てていたにもかかわらず、物資の運搬を人（背負子（しょいこ）と一輪車、大八車）に頼った主因は、馬と馬糧の制約にあった。特に馬の制約は、最初に出動した第五師団で強かった。同師団は、徴馬管区内の馬が少なかったこともあり、乗馬669頭と駄馬789頭の動員にとどまった（上記の通り装備から野砲を外したため、砲兵用の輓馬0頭）。しかも徒歩車輌（大八車）を用意せず、現地徴発の朝鮮人人夫と馬がしばしば逃亡したため、兵站部所属の軍夫1,022人（戦闘部隊所属を含む軍夫の総計5,191人）が駄馬を引き、背負子で物資を運搬するだけで足りず、ときに戦闘員も兵站部の物資運搬に従事した。

### 軍紀（戦地軍法会議での処罰者数）
戦地軍法会議による処罰者が1,851人いた。そのうち軍人が約3割、軍夫が約7割を占め、また全体の2割に当たる370人（重罪3人）が陸軍刑法違反で、残り8割の1,481人（重罪38人）が刑法などその他の法令違反であった。
国外動員の陸軍軍人174,017人のうち、500人台（0.3%前後）が処罰された。内訳は、対上官暴行が6人（重罪3人）、逃亡罪が11人（軍人以外は307人）であった。平時の生活とかけ離れた戦場の中でも、軍紀は、おおむね保たれたと考えられている。ただし、戦地軍法会議にかけられなかった旅順虐殺事件が発生しており、1894年（明治27年）6月29日付けの参謀総長から混成旅団長宛の訓令「糧食等の運搬は全て徴発の材料を用うべき事」を受けて「およそ、通行の牛馬は荷物を載せたると否とに関わらず之を押掌する」（杉村濬「明治二十七年在韓苦心録」）ような行為が公然と行われていた。また被疑者を特定できない等、処罰に至らなかった刑法犯罪なども当然あったと考えられる。

## 日本軍の損害

### 戦死者

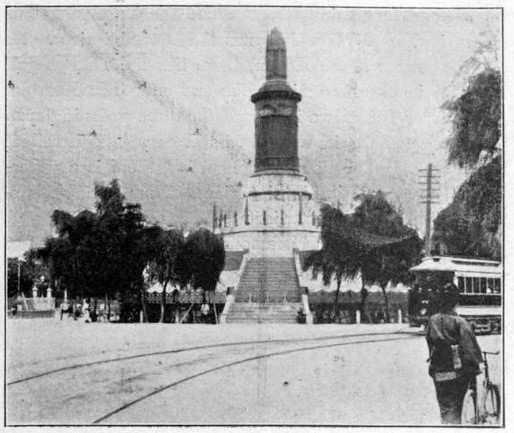
700人以上の戦没者を出した第三師団の鎮魂のために名古屋市中心地に建てられた日清戦争戦没記念碑

参謀本部「明治二十七八年日清戦史」では、軍人・軍属の戦死 1,132、戦傷死 285、病死 11,894、戦傷病 3,758、合計13,488人、服役免除（疾病、刑罰等）3794人で、全体の減耗人員数の合計は17282人と報告された。これによれば、軍人・軍属の戦死、戦傷死、病死の合計死者数は13,311人となる。
歴史学者の井上清は昭和41年の著書で、日本陸軍12万人のうち戦死者数は5417人とする。
防衛ハンドブック（1992年、朝雲新聞社）によれば、戦死・戦傷死1,567名、病死12,081名、変死176名、計13,824名（戦傷3,973名）。
軍夫の損害
歴史学者の原田敬一は2007年の著書で、参謀本部『明治廿七八年日清戦史』には全動員力24万616人、うち17万4017人が派遣され、軍夫は15万4000人のうち5000人国内使役のほかは派遣されたとあることから、軍夫も武装した輜重輸卒であったことからこれを含めると、日本軍の動員は39万5000人であったとする。原田は、軍夫の死者数は調査されなかったが、7000人以上と推定する。

### 病死者
陸軍省医務局編『明治二十七八年役陸軍衛生事蹟』によれば、日清戦争と台湾平定（乙未戦争）を併せて陸軍の総患者284,526人、総病死者20,159人（うち脚気以外16,095人、79.8%）であった（軍夫を含む）。しばしば議論の的になった脚気については、患者41,431人、死亡者4,064人（うち朝鮮142人、清1,565人、台湾2,104人、内地253人）であった。なお脚気問題の詳細は、「陸軍での脚気大流行」を参照のこと。
当時の朝鮮半島は衛生状態が悪いこともあり、また発展途上国で日本と違いトイレットペーパーが不足していた（当時の日本では山村でない限り普及していた）ことから、戦地で伝染病がはやった。とりわけ台湾では、暑い季節にゲリラ戦にまきこまれたため、近衛師団長の北白川宮能久親王陸軍中将がマラリアで陣没し、近衛第二旅団長山根信成陸軍少将も戦病死したほどであった。ただし、広島大本営で参謀総長の有栖川宮熾仁親王陸軍大将が腸チフスを発症したなど、国内も安全ではなかった。戦地入院患者で病死した13,216人のうち、5,211人 (39.4%) がコレラによるものであった（陸軍省編「第七編 衛生」『明治二十七八年戦役統計』）。次いで消化器疾患1,906人 (14.4%)、脚気1,860人 (14.1%)、赤痢1,611人 (12.2%)、腸チフス1,125人 (8.5%)、マラリア542人 (4.1%)、凍傷88人 (0.7%)。
最も犠牲者を出したコレラは、1895年3月に発生して気温の上昇する7月にピークとなり、秋口まで流行した。出征部隊の凱旋によって国内でコレラが大流行したこともあり、その後、似島（広島）・彦島（下関）・桜島（大阪）の3ヶ所での検疫が徹底された（なお日本のコレラ死亡者数は、1894年314人、1895年40,241人、1896年908人と推移し、とりわけ'95年の死亡者数は日清戦争の戦没者数を大幅に上回った）。

### 凍傷
当時の陸軍は、十分な装備と厳寒地での正しい防寒方法を熟知していなかった。しかも、非戦闘時の兵士は硬くて履き心地の悪い軍靴よりも草履を履くことが多く、また物資運搬を担った民間人の軍夫は軍靴を支給されなかった。結果的に多くの兵士と軍夫が凍傷に罹り、相当な戦力低下を招いた。凍傷は、山東半島での威海衛攻略戦、大陸での冬営、遼河平原の作戦などで多発した。このため、戦後にそうした戦訓を基に防寒具研究と冬季訓練が行われた。そして後年、対ロシア戦を想定した訓練中に起こったのが八甲田雪中行軍遭難事件である。

## 民間人の被害
日本軍は、戦地で食糧を調達するときに対価を支払っており、現地の民間人に対して略奪等の行為が皆無との見解がある。とくに軍の規律は、欧米を中心とした国際社会より高い評価を受けた。これは当時日本が国際社会で認められ、列強の介入を防ぐために厳格に国際法を遵守し、捕虜の扱いに関しても模範を示す必要性があったためであり、東洋の君子国（徳義と礼儀を重んじる国）と称えられた。現地の人々との関係も良好で、たとえば日本軍が朝鮮半島を北上する際、畑で農作業中の農民に出会ったりすると、その作業を手伝った等の微笑ましい話も残された（保坂前掲書）。
ただし、そうした光と異なり、影の部分もあった。地方出身者で低学歴者が殆どの兵士たちは、鉄道のない道路の悪い戦地で、補給線が伸びきったために食糧を略奪し（徴発が略奪に変わり、抵抗する清国人を殴る行為を「大愉快」と表現した軍夫もいた。『東北新聞』1895年2月14日）、ときに寒さをしのぐ燃料を得るために民家を壊して生き延びた。また、満州の戦闘では、市街（田荘台）を焼き払っており、戦時国際法を適用しなかった台湾平定では、集落ぐるみで子供も参加するようなゲリラ戦に対し、予防・懲罰的な殺戮（さつりく）と集落の焼夷とが普通の戦闘手段になっていた。

## 戦時経済
戦時経済について後年、財界の大御所渋沢栄一が次のように回顧した。
実際、開戦当初の悲観的な見通しと異なり、戦時経済は大過なく運営された。その要因として、1)日清戦争が比較的短期かつ小規模であったことが挙げられる。このため、兵役適齢層（20-32歳）の動員率が5.7%（推計値）にとどまり、その多くが10か月以内に復員した。2)当時の日本は、潜在的に過剰労働力が少なくなく、とくに主要産業の農業でその傾向が強かった。しかも、農村や農山村などで過剰労働力が滞留する中（東京で車夫が余るなど都市も働き口が少なかった）、出征兵士留守宅への農作業支援もあった。結局のところ、戦時下で農業生産額（実質）が増加した。
3)最も懸念されたのが、兵器や弾薬など軍需品の輸入増による国際収支の赤字化（正貨流出）とその増大であった。政府は、できるだけ国産品を調達したものの、それでも戦費の約1/3が外国に支払われるような状態であったため、民需品の輸入を抑制した。しかし、輸出の伸びと、戦地の支払いで日本の貨幣が円滑に流通したこともあり、結果的に国際収支は大幅な赤字に陥らず、正貨準備額も激減しなかった。
もっとも、戦争の影響は、産業などによって異なった。商業への悪影響は、民需品の物流を滞らせた船舶不足（開戦で国内船主の汽船がほとんど徴用）を除くと、大きなものが無かった。工業への悪影響は、原料高など商業より大きかったものの、全体として打撃が小さかった。むしろ、兵器関連業や綿糸紡績業など、兵站にかかわる産業は、特需で活況を呈した。ただし、戦費調達（多額の軍事公債発行）のための資金統制により、鉄道敷設の起工延期など新規事業が抑制された。

## 捕虜

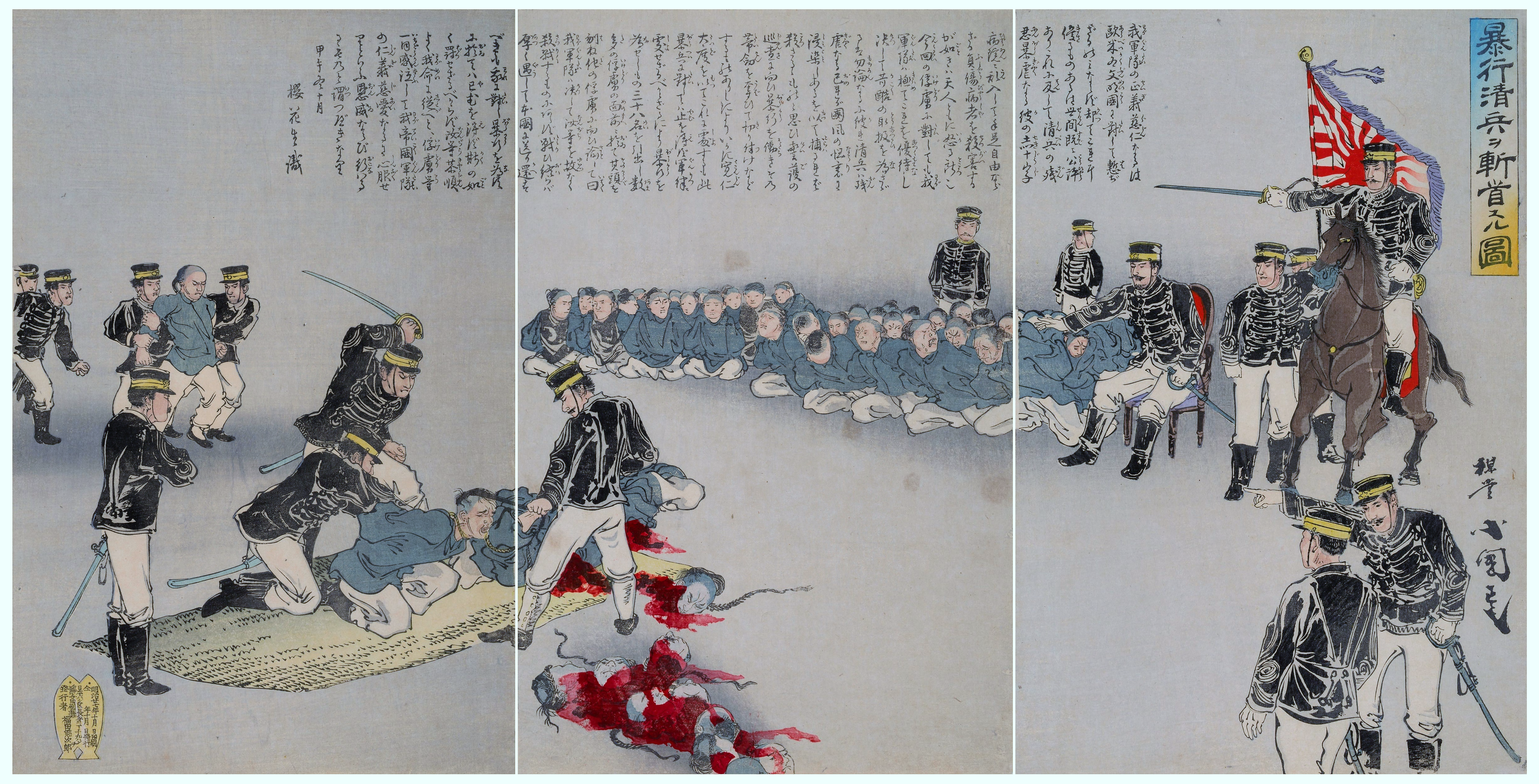
警護にあたる巡査の帯剣を奪い斬りつけるなどの暴行を働いた捕虜を処刑する日本軍を描いた浮世絵

日清戦争では、清軍からは1790人が捕虜として捕えられ、その多くが日本国内の各寺に収監され、特に労働を科せられることもなく講和後には帰国した。この戦争自体が日本軍の連戦連勝で短期間で収束したことからの日本兵の捕虜が少数であることは確かだが清から引き渡されたのは11名、そのうち10名は軍夫だった。これは清軍は、通信の未熟や中央の威令が各部隊に届かず末端が暴走し捕虜をとらず殺害したためと考えられる。

## 影響

### 概略

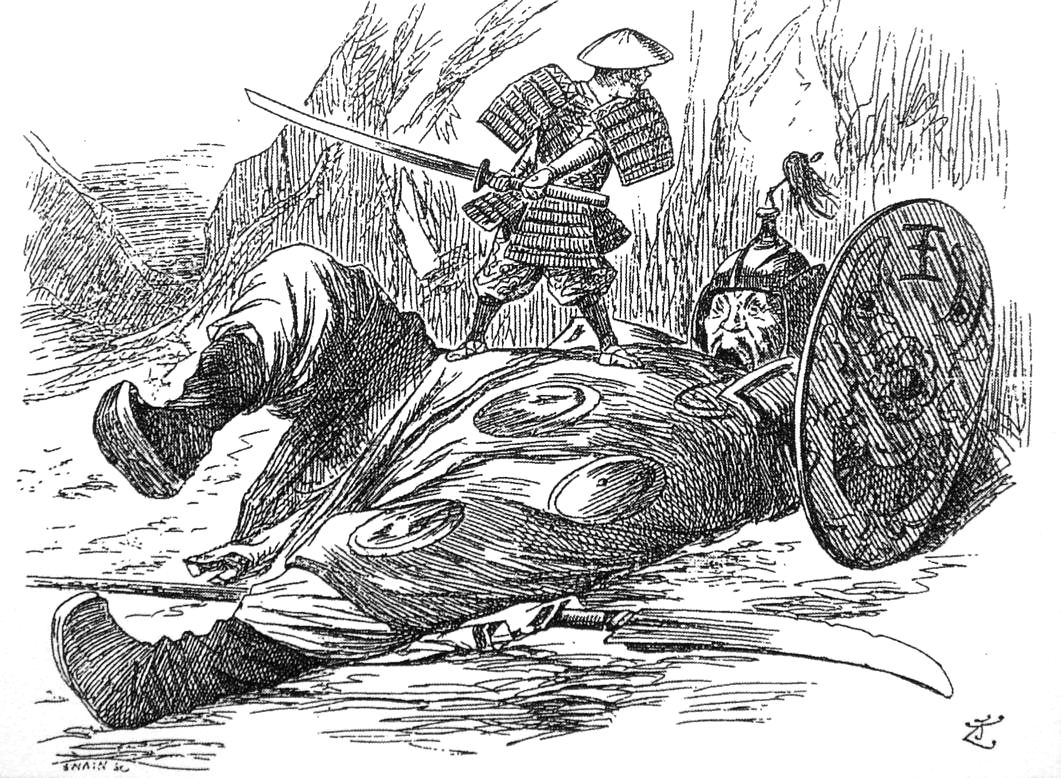
パンチの風刺画。小国の日本が、大国の清を破る様子を描いている。

帝国主義時代に行われた日清戦争は、清の威信失墜など東アジア情勢を激変させただけでなく、日清の両交戦国と戦争を誘発した朝鮮の三国にも大きな影響を与えた。近代日本は、大規模な対外戦争を初めて経験することで「国民国家」に脱皮し、この戦争を転機に経済が飛躍した。また戦後、藩閥政府と民党側の一部とが提携する中、積極的な国家運営に転換（財政と公共投資が膨張）するとともに、懸案であった各種政策の多くが実行され、産業政策や金融制度や税制体系など以後の政策制度の原型が作られることとなる。さらに、清の賠償金などを元に拡張した軍備で、日露戦争を迎えることとなる。
対照的に敗戦国の清は、戦費調達と賠償金支払いのために欧州列強から多額の借款（関税収入を担保にする等）を受け、また要衝のいくつかを租借地にされて失った。その後、義和団の乱で半植民地化が進み、滅亡（辛亥革命）に向かうこととなる。清の「冊封」下から脱した朝鮮では、日本の影響力が強まる中で甲午改革が行われるものの、三国干渉に屈した日本の政治的・軍事的な存在感の低下や親露派のクーデター等によって改革が失速した。1897年（明治30年、光緒23年）、朝鮮半島から日本が政治的に後退し（上記の開戦原因からみて戦勝国の日本も清と同じく挫折）、満洲にロシアが軍事的進出をしていない状況の下、大韓帝国が成立することになる。

### 日本の戦中戦後

#### 近代的な国民国家の形成

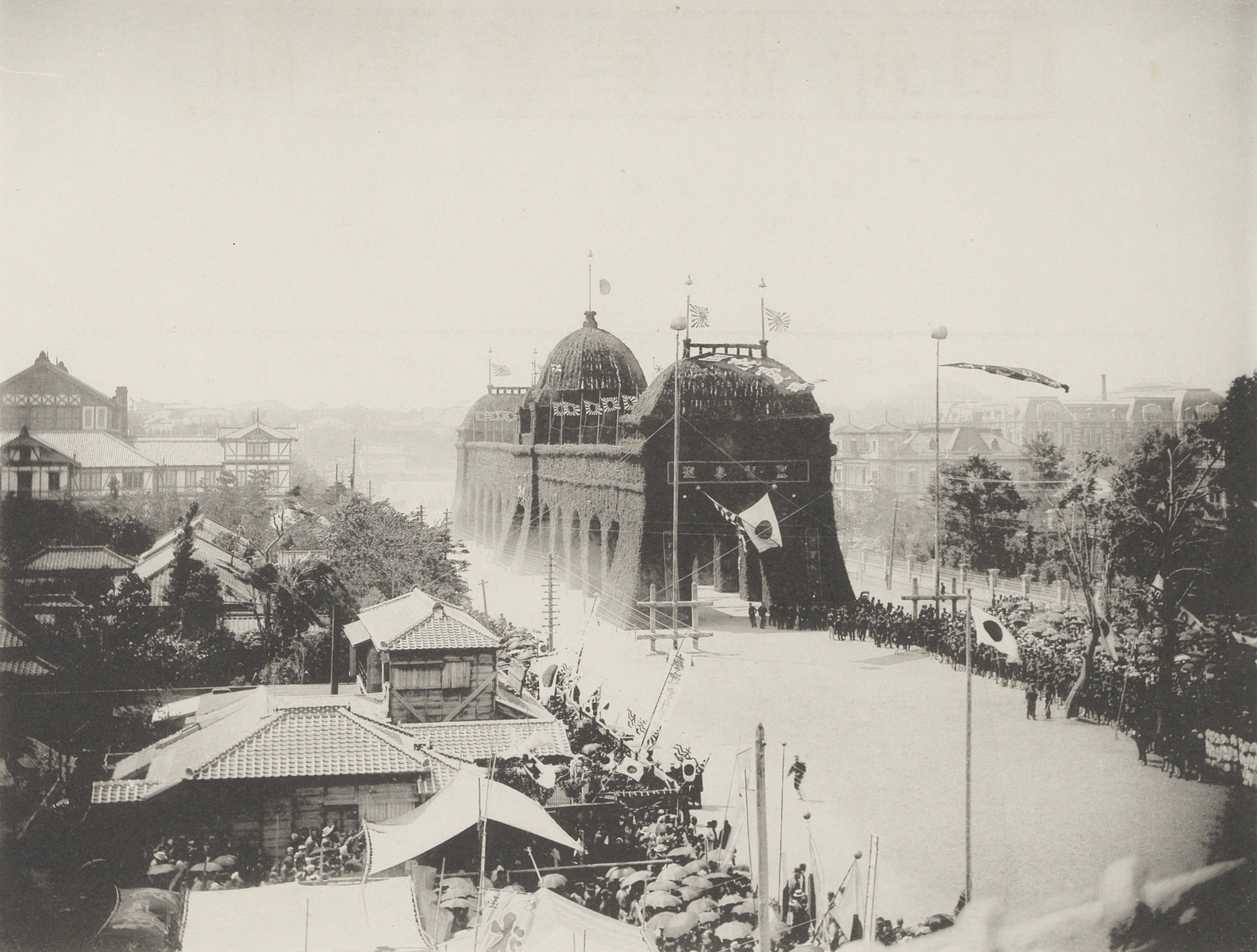
東京日比谷に仮設された戦勝祝賀の凱旋門。1895年5月30日。

憲法発布（1889年）、部分的な条約改正（1894年日英通商航海条約で領事裁判権撤廃）、日清戦争（1894 - 95年）の3点セットは、脱亜入欧の第一歩であった。とりわけ、近代的戦争の遂行とその勝利は、帝国主義時代の国際社会で大きな意味をもった。ただし、欧米の大国で、日本の「公使館」が「大使館」に格上げされるのは、日露戦争後である。また開戦をきっかけに、国内の政局が大きく変わった。衆議院で内閣弾劾上奏案を可決する等、伊藤内閣への対決姿勢をとってきた対外硬六派なども、同内閣の戦争指導を全面的に支援した。つまり、歴代内閣と反政府派の議員とが対立してきた帝国議会初期の混沌とした政治状況が一変したのである（戦時下の政治休戦。戦後も1895年11月に伊藤内閣（藩閥）と自由党が提携し、第九議会で日本勧業銀行法をはじめ、懸案の民法典第一編 - 第三編など重要法案を含む過去最多の93法案が成立）。
もっとも世間では、清との開戦が困惑と緊張をもって迎えられた。なぜなら、歴史的に中国を崇め（あがめ）ても、見下すような感覚がなかったためである。明治天皇が清との戦争を逡巡（しゅんじゅん）したように、日清戦争の勃発に戸惑う国民も少なくなかった。しかし、勝利の報が次々に届くと、国内は大いに湧き、戦勝祝賀会などが頻繁に行われ、「帝国万歳」が流行語になった。戦後の凱旋行事も盛んであり、しばらくすると各地に記念碑が建てられた。戦時中、男児の遊びが戦争一色となり、少年雑誌に戦争情報があふれ、児童が清国人に小石を投げる事件も起こった。ただし、陸奥宗光のように、制御の難しい好戦的愛国主義（排外主義）を危ぶむ為政者もいた。
国民に向けて最も多くの戦争報道をしたのが新聞であった。新聞社は、費用増が経営にのしかかったものの、従軍記者を送るなど戦争報道の強かった『大阪朝日新聞』と『中央新聞』が発行部数を伸ばし、逆に戦争報道の弱かった『郵便報知新聞』『毎日新聞』『やまと新聞』が没落した。また、忠勇美談（西南戦争以前と異なり、徴兵された「無名」兵士の英雄化）など、読者を熱狂させた戦争報道は、新聞・雑誌で世界を認識する習慣を定着させるとともに、報道機関の発達を促した。その報道機関は、一面的な情報を増幅して伝える等、人々の価値観を単一にしてしまう危険性をもった。たとえば、新聞と雑誌は、清が日本よりも文化的に遅れている、とのことを繰り返し伝えた（開明的な近代国家として日本を礼賛）。国民の側も、そのような対外蔑視の記事を求めた。
日清戦争は、近代日本が初めて経験した大規模な対外戦争であり、この体験を通して日本は近代的な国民国家に脱皮した。つまり、檜山幸夫が指摘した「国民」の形成である（戦争の統合作用）。たとえば、戦争遂行の過程で国家は人々に「国民」としての義務と貢献を要求し、その人々は国家と軍隊を日常的に意識するとともに自ら一員であるとの認識を強めた。戦争の統合作用で重要な役割を果たしたのが大元帥としての明治天皇であり、天皇と大本営の広島移転は、国民に天皇親征を強く印象づけた。反面、清との交戦とその勝利は、日本人の中国観に大きな影響を与え、中国蔑視の風潮が見られるようになった。戦場からの手紙に多様な中国観が書き記されていたにもかかわらず、戦後、多くの人々の記憶に残ったのは、一面的で差別的な中国観であった。なお、国内が日清戦争に興奮していたとき、上田万年が漢語世界から脱却した国語の確立を唱道し、さらに領土拡大（台湾取得）などを踏まえ標準語の創出を提起した。

#### 財政・公共投資の膨張と経済発展
日清戦争が一段落付くと、領土・賠償金等での勝敗落差の実感（かつて普仏戦争が軍拡の必要性を説くときに好例とされた）や賠償金の使途や三国干渉やロシアのシベリア鉄道建設（南下政策への警戒）などを背景に、政府内で戦後経営にかかわる意見が出された。1895年（明治28年）4月、山縣有朋が「軍備拡充意見書」を上奏し、8月15日に大蔵大臣松方正義が「財政意見書」（軍拡と殖産興業を主張）を閣議に、11月に後任の渡辺国武蔵相が「財政意見書」を閣議に提出した。政府は、渡辺案を若干修正した「戦後財政計画案」（1896 - 1905年）を第九議会（1895年12月25日召集）に参考資料として提出した。
その後、一般会計の歳出決算額が開戦前の1893年（明治26年）度8,458万円（軍事費27.0%、国債費23.1%）から1896年（明治29年）度1億6,859万円（軍事費43.4%、国債費18.1%）に倍増し、翌1897年度から日露戦争中の1904年（明治37年）度まで2億円台で推移した。歳出増大に伴う歳入不足が3回の増税、葉たばこ専売制度、国債で補われ（戦前、衆議院の反対多数で増税が困難な状況と一変）、「以後の日本の税制体系の基本的な原型を形成した」とされる。さらに公共投資も、1893年度3,929万円から1896年度6,933万円に76.4%増加し、翌1897年度から1億円台で推移した。
財政と公共投資の膨張に現れた積極的な政策姿勢（富国強兵の推進）は、負の側面もあったものの、戦後の経済発展の主因になった。たとえば、日清戦争（軍事・戦時経済の両面）で海運の重要性を認識した日本は、1896年（明治29年）3月24日の「航海奨励法」・「造船奨励法」公布ならびに船員養成施策などにより、海運を発展させることになる。なお財政上、見送られてきた二番目の帝国大学が1897年の勅令で京都に設置されること、つまり京都帝国大学の創設が決まった。
また1897年（明治30年）10月1日、イギリス金貨（ポンド）で受領する清の賠償金と還付報奨金を元に貨幣法などが施行され、銀本位制から金本位制に移行した（ただしイギリスの金融街シティに賠償金等を保蔵し、日本銀行の在外正貨として兌換券を発行する「ポンド為替の本位制」＝金為替本位制）。本位貨幣の切り替えによって日本は、「世界の銀行家」「世界の手形交換所」になりつつあったイギリスを中心にする国際金融決済システムの利用、日露戦争での戦費調達（多額の外債発行）、対日投資の拡大など、金本位制のメリットを享受することになる。
以上を要約すると、日清戦争後の日本は、藩閥政府と民党側の一部とが提携する中、積極的な国家運営に転換（財政と公共投資が膨張）することになる。さらに、懸案であった各種政策の多くが実行され、産業政策（海運業振興策など）や金融制度（金本位制に移行・日本勧業銀行など特殊銀行の相次ぐ設立）や税制体系（新税導入・たばこ専売制）など、以後の政策制度の原型が作られることとなる。

#### 賠償金の使途
1896年（明治23年）3月4日、清の賠償金と遼東半島還付報奨金を管理運用するため、償金特別会計法が公布された。1902年（明治35年）度末現在、同特別会計の収入総額が3億6,451万円になっていた。内訳は、賠償金が3億1,107万円 (85.3%)、還付報奨金が4,491万円 (12.3%)、運用利殖・差増が853万円 (2.4%) であった。また、同特別会計の支出総額が3億6,081万円で、差し引き370万円の残高があった。支出の内訳は、日清戦争の戦費（臨時軍事費特別会計に繰入）が7,896万円21.9%、軍拡費が2億2,606万円62.6%（陸軍5,680万円15.7%、海軍1億3,926万円38.6%、軍艦水雷艇補充基金3,000万円8.3%）、その他が15.5%（製鉄所創立費58万円0.2%、運輸通信費321万円0.9%、台湾経営費補足1,200万円3.3%、帝室御料編入2,000万円5.5%、災害準備基金1,000万円2.8%、教育基金1,000万円2.8%）であった。このように清の賠償金などは、戦費と軍拡費に3億502万円84.5%が使われた。
なお、1896年度から1905年度の軍拡費は、総額3億1,324万円であった（ただし第三期の海軍拡張計画を含まない第一期と第二期の計画分）。使途の構成比は、陸軍が32.4%（砲台建築費8.6%、営繕と初年度調弁費16.0%、砲兵工廠工場拡張費5.8%、その他1.9%）、六六艦隊計画を立てた海軍が67.6%（造船費40.0%、造兵費21.2%、建築費6.4%）。また財源の構成比は、清の賠償金・還付報奨金が62.6%、租税が12.7%、公債金が24.7%であった。

### 清の戦後
西洋列強から大国と認識されていた清が日本に敗れたことは、東アジアの国際秩序を揺るがす一大事件であった。日清戦争によって列強は、清への認識をそれまでの「眠れる獅子」といった大国的なものから改めることになる。
その清は、戦費調達と賠償金支払いのために列強から多額の借款（関税収入を担保にする等）を受け、また良港など要衝のいくつかを租借地にされて失った。敗北は洋務運動の失敗を意味し、対外的危機が高まる中、いわゆる変法派により、日本の明治維新に倣った変法自強運動が唱えられ、康有為らは明治維新をモデルとして立憲君主制に基づく改革を求める上奏を行った。1898年（光緒24年）、光緒帝が変法派と結び、急激な変革（戊戌の変法）が行われつつあったものの、失敗した（戊戌の政変）。一方、1890年代、孫文らは共和制革命を唱え、日本、アメリカなどで活動した。1890年には輔仁文社が香港で設立され、孫文は1894年にハワイで興中会を結成した。1895年に武装蜂起に失敗、日本に亡命。日清戦争以降増加していた日本への留学生は1904年には2万人を越え、当時の留学生（章炳麟、鄒容、陳天華など）の間では革命思想が浸透した。1900年（光緒26年）の義和団の乱では、清が宣戦布告をした各国の連合軍に首都北京を占領される非常事態になり、国権の一部否定を含む北京議定書を締結するなど大きな代償を払った。さらに、南下政策をとるロシアの満洲占領を招いた。以上のように清は、日清戦争での敗戦を契機として半植民地化が急速に進み、最終的に滅亡（辛亥革命）することとなる。

### 朝鮮の戦中戦後
1894年7月23日（光緒20年6月21日）、日本主導の政変により、金弘集内閣が誕生すると、日清戦争中、魚允中や金允植など新改革派の官僚と共に改革が行われた（第一次甲午改革）(岡本(2008), p. 4-5,162-164,181)。高宗・閔妃派・大院君派官僚らの抵抗が強いため、10月に着任した井上馨公使の要請により、亡命中の朴泳孝と徐光範を加えた第2次金内閣が発足し、改革が推進された（第二次甲午改革）。翌年4月17日（翌年3月23日）、日清講和条約の調印により、朝鮮は清との宗藩関係が解消された（第一条）。しかし、直後の三国干渉で日本の威信が失墜し、6月に第2次金内閣が崩壊した。そうした情勢の下、10月8日（8月20日）に乙未事変（閔妃暗殺事件）が起こった。大院君が執政に擁立されて親露派が一掃される中、成立した第4次金弘集内閣は、太陽暦採用や断髪令など国内改革を再び進めた。しかし改革には、政府内だけでなく、地域に根を張る両班や儒学者たちも反発した。翌1896年（建陽元年）1月、「衛正斥邪」を掲げる伝統的な守旧派が政権打倒を目指して挙兵した（初期義兵運動）。農民層を巻き込んだ内乱を鎮圧するため、王宮の警備が手薄になったとき、政権から追われた親露派がクーデターを決行した。親露派は、ロシア水兵の助けを得ながら、后を殺害された高宗とその子供をロシア公使館に移し、2月11日に新政府を樹立した（露館播遷）。同日、総理大臣の金弘集は、光化門外で群衆に打ち殺された（甲申政変での急進的開化派（独立党）の壊滅につづき、穏健的開化派も政治的に抹殺された）。
こうして日清開戦から続く、武力を背景とした日本の単独進出は、日清講和条約の調印から1年も経たないうちに頓挫した。つまり、日本主導による朝鮮の内政改革と「独立」（実質的な保護国化）の挫折であった。その結果、義和団の乱後にロシアが満洲を占領するまでの間、朝鮮をめぐる国際情勢が小康を保つことになる。清の敗戦後、朝鮮半島で日本が政治的に後退し、満洲にロシアが軍事的進出をしていない状況の下、1897年（光武元年）10月12日、高宗は、皇帝即位式を挙行し、国号を「朝鮮」から「大韓」と改め、大韓帝国の成立を宣布した。なお、この前後、清との宗藩関係の象徴であった「迎恩門」および「恥辱碑」といわれる大清皇帝功徳碑が倒され、前者の跡地にフランスのエトワール凱旋門を模した「独立門」が建てられた。

## その他
- 欧米の軍事的脅威を感じた日清両国は、欧米からの武器輸入を進めていた。しかし、各軍（日本の場合は旧藩）が個別に輸入したため、さまざまな国籍・形式のものが混在し、弾薬補給とメンテナンスに支障をきたしていた。1880年（明治13年）、日本陸軍の村田経芳が最初の国産小銃の開発に成功した。陸軍は、それを村田銃と命名し、小銃の切り替えを進めた。その後、同銃は改良を進めながら全軍に支給されていった。日清戦争当時、村田銃の最新型が全軍に行き渡っていなかったものの、弾薬と主要部品で村田銃の新旧型に互換性があったため、弾薬などの大量生産が行われるとともに効率的な補給が可能であった。
- 1894年の秋、軍需品になった牛肉缶詰が高騰するとともに、東京府下の缶詰屋が大繁盛した（24時間操業、職工が1日で3日分の賃金を稼ぎ、と畜された牛が1日150頭ほど）。牛乳400gが4銭から10銭に、たくあん100樽が57円から100円以上に高騰した。西東秋男『日本食生活史年表』楽游書房、1983年、94-95頁。
- 戦後の1896年8月1日、戦中に病没した能久親王と熾仁親王の肖像を描いた2銭と5銭の計4種類の切手が発行された。これらは、日本で発行された最初の肖像切手であった。記念切手など銘が記されていないものの、当時の新聞[113]で「明治廿七八戦役戦捷記念」と紹介されたほか、現在のさくら日本切手カタログ（日本郵趣協会編）等で「日清戦争勝利記念」切手と紹介された。
- 清兵に比べると日本兵は、平均身長が1.8センチ低いものの、平均体重が6.5キロ重く、握力が10キロ強いなど筋肉量が多く、肺活量も遥かに上回っていた[114]。